# Segunda Guerra Mundial na Macedônia Iugoslava
A Segunda Guerra Mundial na Macedônia Iugoslava começou com a invasão da Iugoslávia pelo Eixo em abril de 1941. Sob pressão do movimento partisan iugoslavo, parte dos comunistas macedônios iniciou em outubro de 1941 uma campanha política e militar para resistir à ocupação da Macedônia do Vardar. Oficialmente, a área era então chamada de Banovina do Vardar, porque o uso do nome Macedônia foi evitado no Reino da Iugoslávia.   Foi ocupada principalmente por forças búlgaras, mas também por forças alemãs, italianas e albanesas.
Inicialmente, não houve resistência organizada na região porque a maioria dos eslavos macedônios nutria fortes sentimentos pró-búlgaros. Até os comunistas locais, separaram-se dos iugoslavos e juntaram-se ao Partido Comunista Búlgaro.  No entanto, mesmo os macedónios que se sentiam búlgaros descobriram rapidamente que os búlgaros da Bulgária desconfiavam deles e consideravam-nos búlgaros de segunda classe.  Na verdade, as autoridades búlgaras iniciaram um processo de bulgarização ao perceberem que apenas parte da população macedónia se sentia búlgara ou era pró-búlgara. 
A resistência comunista só começou a crescer em 1943 com a capitulação da Itália e as vitórias soviéticas sobre a Alemanha Nazista.   O papel dos comunistas búlgaros, que evitaram organizar uma resistência armada em massa, também foi um factor fundamental.  Sua influência sobre o Comitê Macedônio permaneceu dominante até 1943, quando ficou óbvio que a Alemanha e a Bulgária seriam derrotadas.
Naquela época, o emissário especial de Tito, Svetozar Vukmanović, chegou à Macedônia.  Vukmanović teve que ativar a luta e dar a ela uma nova fachada étnica macedônia. Isto levou à ascensão de uma geração mais jovem de líderes partidários de orientação anti-búlgara, que eram leais à Iugoslávia. Eles formaram em 1943 o Exército de Libertação Popular da Macedônia e o Partido Comunista da Macedônia. Na parte ocidental da área, os guerrilheiros albaneses também participaram do movimento de resistência.
Depois que a Bulgária mudou de lado na guerra em setembro de 1944, o 5º Exército búlgaro que estava estacionado na Macedônia retornou às antigas fronteiras da Bulgária. No início de outubro, o recém-formado Exército Popular Búlgaro, juntamente com o Exército Vermelho, retornou à Iugoslávia ocupada para bloquear a retirada das forças alemãs da Grécia. A Macedônia iugoslava foi libertada no final de novembro. Após a retirada alemã forçada pela ofensiva búlgara, o recrutamento de macedônios no Exército de Libertação Popular aumentou significativamente. 
O conflito foi comumente chamada pela historiografia marxista iugoslava de Guerra de Libertação Nacional da Macedônia (em macedônio/macedónio:  Народноослободителна борба на Македонија, Narodnoosloboditelna borba na Makedonija) na Iugoslávia, de forma semelhante à grande Guerra de Libertação do Povo Iugoslavo. Alguns dos combatentes também desenvolveram aspirações pela independência da região da Macedônia, mas foram reprimidas no final da guerra pelas autoridades comunistas. Também marcou a derrota do nacionalismo búlgaro e a vitória do macedonismo pró-iugoslavo na área. Como resultado, as novas autoridades comunistas perseguiram os antigos colaboracionistas com acusações de "grande chauvinismo búlgaro" e reprimiram organizações pró-búlgaras que apoiavam as ideias da Grande Bulgária e aquelas que se opunham à ideia iugoslava e insistiam na independência da Macedônia.

## Antecedentes

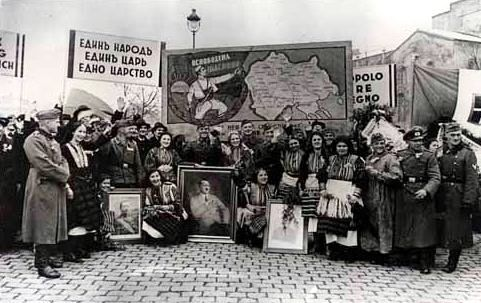
Macedônios em Sófia posando com soldados alemães antes da invasão na Iugoslávia. O cartaz elogia a unificação com a Bulgária com o slogan “Um povo, um czar, um reino” e a Macedônia independente. Os invasores alemães foram recebidos com os mesmos cartazes em Skopje.

As Guerras dos Balcãs em 1912 e 1913 e a Primeira Guerra Mundial (1914-1918) dividiram a região da Macedônia entre o Reino da Grécia, o Reino da Bulgária e o Reino da Sérvia. O território era até então parte do Império Otomano. Naquela época, a maioria dos falantes de eslavo na Macedônia otomana se considerava parte da comunidade búlgara.   
De 1912 a 1915, o território da Macedônia do Vardar permaneceu dentro do território da Sérvia. Nas regiões administradas pela Sérvia, as novas autoridades expulsaram a maioria dos padres e professores búlgaros e começaram a implementar uma servilização forçada, patrocinada pelo Estado, dos macedônios de língua eslava. Foi ocupada pelo Reino da Bulgária durante a Primeira Guerra Mundial, entre 1915 e 1918. Depois, foi devolvido à Sérvia e, consequentemente, incluído como parte da Banovina do Vardar no Reino da Iugoslávia. Durante esse período, houve duas principais agendas autonomistas. A Organização Revolucionária Interna da Macedônia (IMRO), de direita, liderada por Ivan Mihailov, era a favor da criação de um estado macedônio pró-búlgaro sob proteção alemã e italiana.
O partido de esquerda IMRO (Unidos), que foi patrocinado diretamente pelo Comintern  favoreceu a criação de uma "Macedónia Soviética" independente dentro de uma Federação Balcânica com uma nação macedónia separada e uma língua macedónia, de acordo com a resolução do Comintern sobre a questão macedónia. Esta opção foi apoiada por Pavel Shatev, Dimitar Vlahov, Metodi Shatorov, Panko Brashnarov e outros. No entanto, esses activistas macedónios, que vieram da IMRO (Unidos), nunca conseguiram livrar-se do seu preconceito pró-búlgaro.  Após a dissolução da organização, a maioria dos membros acabou por aderir ao Partido Comunista Búlgaro. 
Durante o período entre guerras na Macedónia de Vardar, alguns jovens locais reprimidos pelos sérvios tentaram encontrar uma forma macedónia separada de desenvolvimento nacional.  No entanto, a existência de uma considerável consciência nacional macedónia antes de meados da década de 1940 é contestada.    Naquela época, prevaleciam sentimentos anti-sérvios e pró-búlgaros entre a população local.  

## Ocupação da Macedônia

### Invasão da Iugoslávia

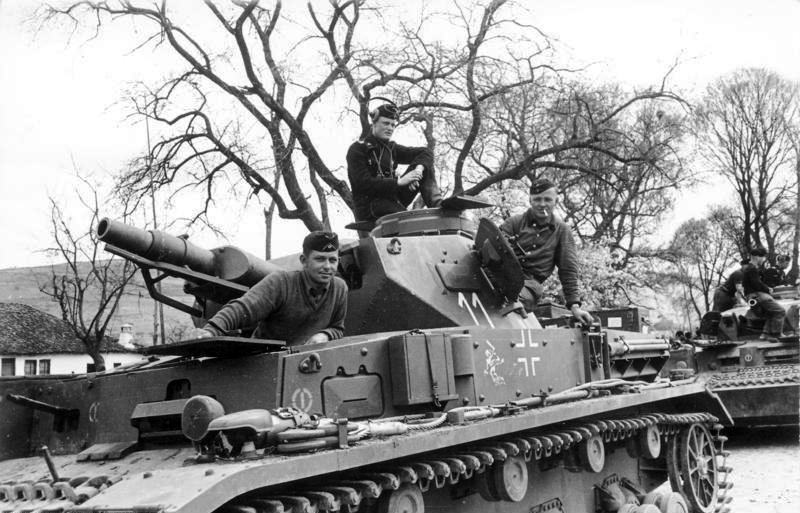
11ª Divisão Panzer alemã avançando para a Iugoslávia a partir da Bulgária como parte do Décimo Segundo Exército.

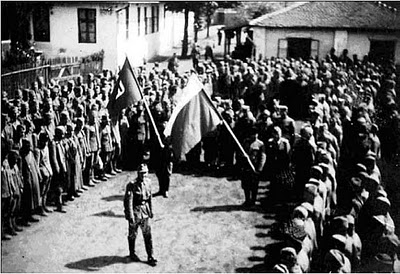
Prisioneiros de guerra macedônios iugoslavos em campo em Timișoara, Romênia, maio de 1941, antes de sua libertação. Com a intercessão da administração búlgara, mais de 12.000 prisioneiros de guerra macedônios que haviam sido recrutados para o exército iugoslavo foram libertados.

Temendo uma invasão das Potências do Eixo, o Príncipe Regente Paulo da Iugoslávia assinou o Pacto Tripartite em 25 de março de 1941, prometendo cooperação com o Eixo. Em 27 de março, o regime do Príncipe Paulo foi derrubado por um golpe de estado militar com apoio britânico. Pedro II da Iugoslávia, com 17 anos, foi declarado maior de idade e colocado no poder. O general Dušan Simović tornou-se seu primeiro-ministro. O Reino da Iugoslávia retirou seu apoio ao Eixo de fato, sem renunciar formalmente ao Pacto. Em 6 de abril de 1941, as forças armadas alemãs (Wehrmacht), juntamente com as forças armadas da Itália e da Hungria, lançaram a invasão do Reino da Iugoslávia e rapidamente o conquistaram. O país foi posteriormente dividido entre alemães, italianos, húngaros e búlgaros, que tomaram a maior parte da Macedônia. Quando os búlgaros entraram na Macedônia iugoslava, o povo os recebeu com grande entusiasmo. Multidões em Skopje exibiam faixas que saudavam a unificação da Macedónia e da Bulgária. 

### Divisão da região macedônia do sul da Iugoslávia

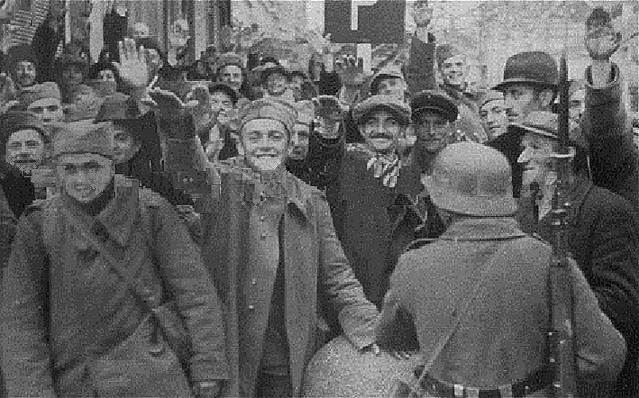
Soldados macedônios se rendendo em Skopje, abril de 1941. Os alemães espalharam folhetos em búlgaro, preparados pelos Comitês de Ação Búlgaros, que apelavam à libertação da Macedónia. Como resultado, os macedônios mobilizados no exército iugoslavo renderam-se em massa.

Uma divisão da Macedônia do Vardar, então parte da Banovina do Vardar, foi formada em 19 e 20 de abril de 1941. Tropas búlgaras entraram nas partes central e oriental e tomaram a maior parte da Banovina, incluindo partes do leste da Sérvia e Kosovo. A força mais proeminente que ocupou a maior parte da área foi o 5º Exército. As partes mais ocidentais da Macedônia foram ocupadas pelo Reino da Itália.

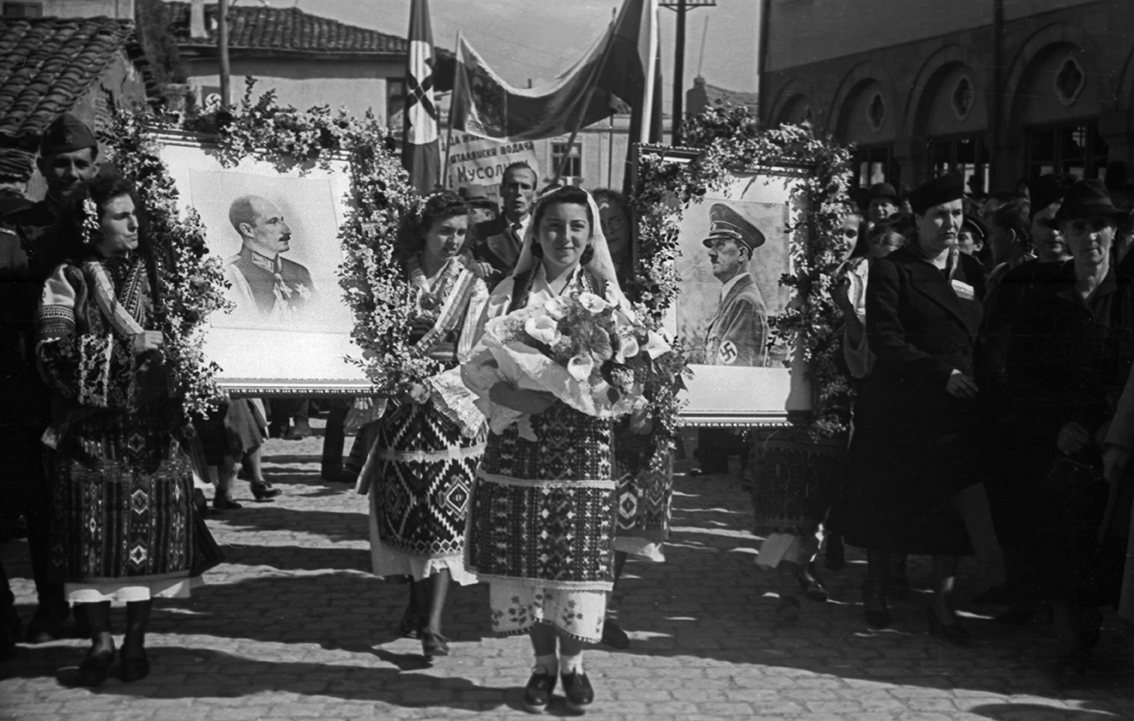
Uma multidão em Skopje em 20 de abril de 1941 comemorando a entrada do Exército Búlgaro e exibindo faixas elogiando a invasão do Eixo na Macedônia.

### Organizações colaboracionistas
Comitês de Ação Búlgaros – Após a derrota do exército iugoslavo, um grupo de búlgaros macedônios liderados por Spiro Kitincev chegou à Macedônia e iniciou os preparativos para a chegada do exército e da administração búlgaros na Macedônia.  O primeiro dos Comitês de Ação Búlgaros foi formado em Skopje em 13 de abril de 1941. Antigos membros do IMRO   na Macedónia do Vardar, eram membros activos deste comité. Em 13 de Abril de 1941, numa reunião em Skopje, foi decidido que uma das primeiras tarefas da organização recém-formada seria regular as relações com as autoridades alemãs.  Quando o exército búlgaro entrou em Vardar, na Macedónia, em 19 de abril de 1941, foi recebido pela maioria da população local como libertadores, uma vez que os sentimentos anti-sérvios e pró-búlgaros entre a população local prevaleciam naquela época.      Com a intercessão dos comités e da administração búlgara, mais de 12.000 prisioneiros de guerra macedónios iugoslavos que tinham sido recrutados para o exército jugoslavo foram libertados pelas autoridades alemãs, italianas e húngaras.  Com a chegada do exército búlgaro ocorreu a expulsão em massa dos colonos sérvios de Vardar.  Uma vez que a região e a administração se organizaram, os Comités de Ação foram marginalizados e acabaram por ser dissolvidos. 

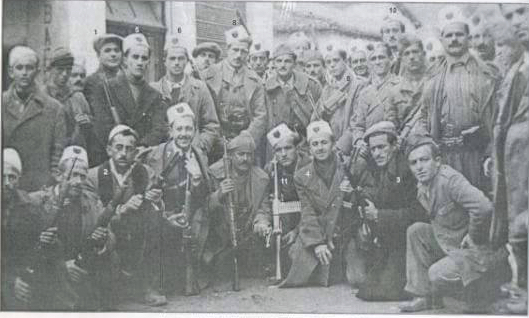
Forças do Balli Kombëtar em Debar

Balli Kombëtar na Macedónia – Havia 5.500 militantes do Balli Kombëtar na Macedónia ocupada pelos albaneses, 2.000 dos quais estavam sediados em Tetovo e 500 dos quais estavam sediados em Debar. 
IMRO de Ivan Mihailov na Macedônia – Após o golpe de estado militar búlgaro de 1934, o novo governo búlgaro baniu a IMRO como uma organização terrorista. Ivan Mihailov fugiu para a Itália, onde fez contato com as autoridades fascistas italianas e com membros do serviço secreto alemão (Gestapo). Após a derrota da Iugoslávia, Mihailov foi para Zagreb e passou a guerra lá com Ante Pavelić. Ele revitalizou partes de sua antiga organização e ordenou que entrassem em Vardar, Macedônia, e se infiltrassem na administração búlgara local, esperando uma oportunidade para assumir o controle e criar um estado macedônio pró-alemão. Embora a Alemanha nazista tenha dado à Bulgária o direito de anexar a maior parte da Macedônia Vardar, a Gestapo tinha contatos com Mihailov e seus homens na Bulgária e na Macedônia Vardar. Isto era para ter um “cartão de reserva” no caso de as coisas correrem mal na Bulgária. 
Movimento Chetnik Sérvio na Macedônia – Havia aproximadamente 8.000   Chetniks Sérvios liderados por Draža Mihailović operando na Macedônia durante o conflito. Por um tempo, eles foram controlados pelo líder rival Chetnik, Kosta Pećanac. 
Contra-Chetas – Os Kontračeti eram unidades antipartidárias organizadas e equipadas pela polícia búlgara no período entre 1942 e 1944. Composta por antigos ativistas da IMRO, a primeira kontračeta foi formada em Veles no final de 1942 para limitar as atividades partisans e do Movimento Chetnik Sérvio na região. A ideia para a formação destas unidades veio de Stefan Simeonov, chefe da polícia do distrito de Skopje, e antigo membro da Organização Revolucionária Interna de Dobrujan, foi aprovada pelo ministro do interior Petur Gabrovski.  O seu pico de força foi de 200 unidades em agosto de 1944. 

## 1941

### Resistência local em questão

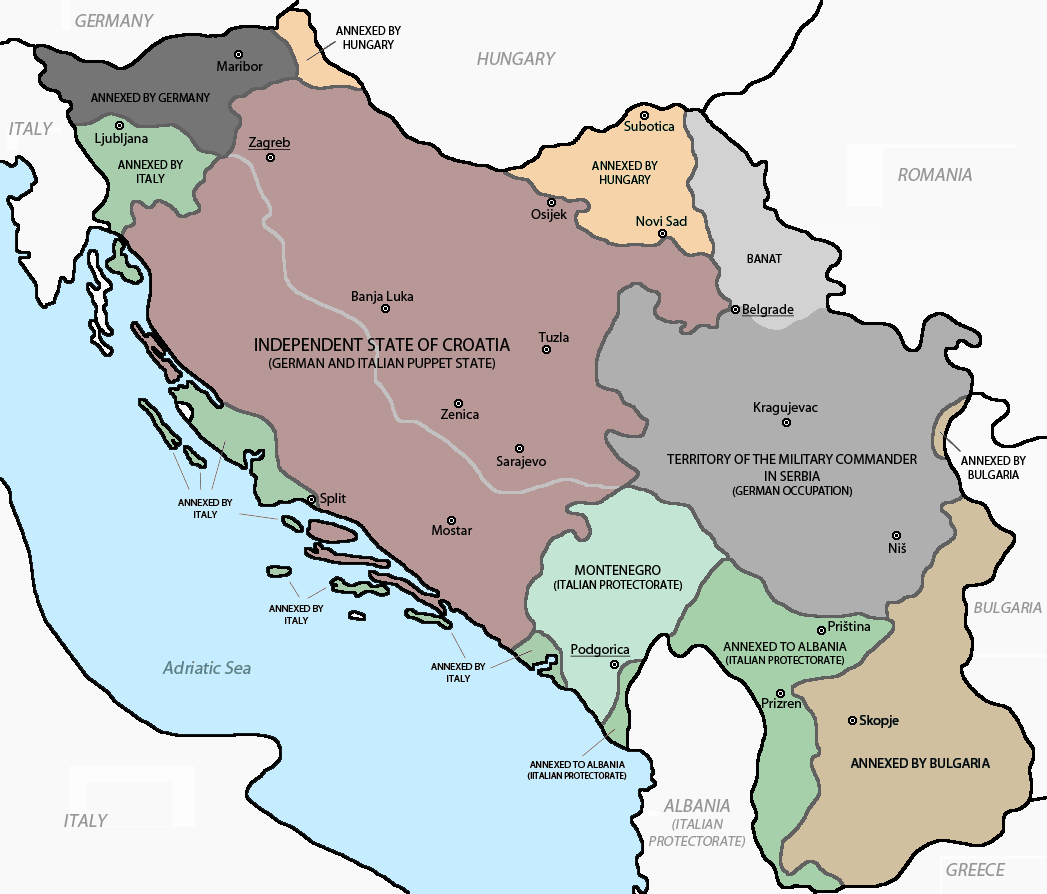
Ocupação e partição do Reino da Iugoslávia em abril de 1941. A Bulgária ocupou as partes central e oriental da Macedônia Vardar, enquanto a parte mais ocidental foi ocupada pelo Reino da Itália.

Em 1941, o Comitê Regional dos Comunistas na Macedônia foi liderado por Metodi Shatorov ("Sharlo") de Prilep, um antigo membro do IMRO (Unidos). Após a tomada búlgara de Vardarska Banovina em abril de 1941, os comunistas macedônios caíram na esfera de influência do Partido Comunista Búlgaro (BCP) sob a liderança de Sharlo.  Quando foi emitida a directiva para a organização de um movimento de resistência armada em todas as regiões da Jugoslávia ocupada, Sharlo desobedeceu à ordem.  Sharlo respondeu ao Comitê Central (CC) do CPY que a situação na Macedônia não permitia um engajamento imediato com ação militar, mas sim que primeiro ocorresse atividade de propaganda e depois a formação de unidades militares. Por outro lado, ele se recusou a definir as forças búlgaras como ocupantes (contrariamente às instruções de Belgrado) e pediu a incorporação das organizações comunistas macedônias locais no Partido Comunista Búlgaro (BCP). O Comitê Regional da Macedônia se recusou a manter contato com o CPY e se uniu ao BCP. Enquanto os comunistas búlgaros evitavam organizar uma revolta armada em massa contra as autoridades búlgaras, os comunistas iugoslavos insistiam que nenhuma libertação poderia ser alcançada sem uma revolta armada. 

### Primeiras tentativas

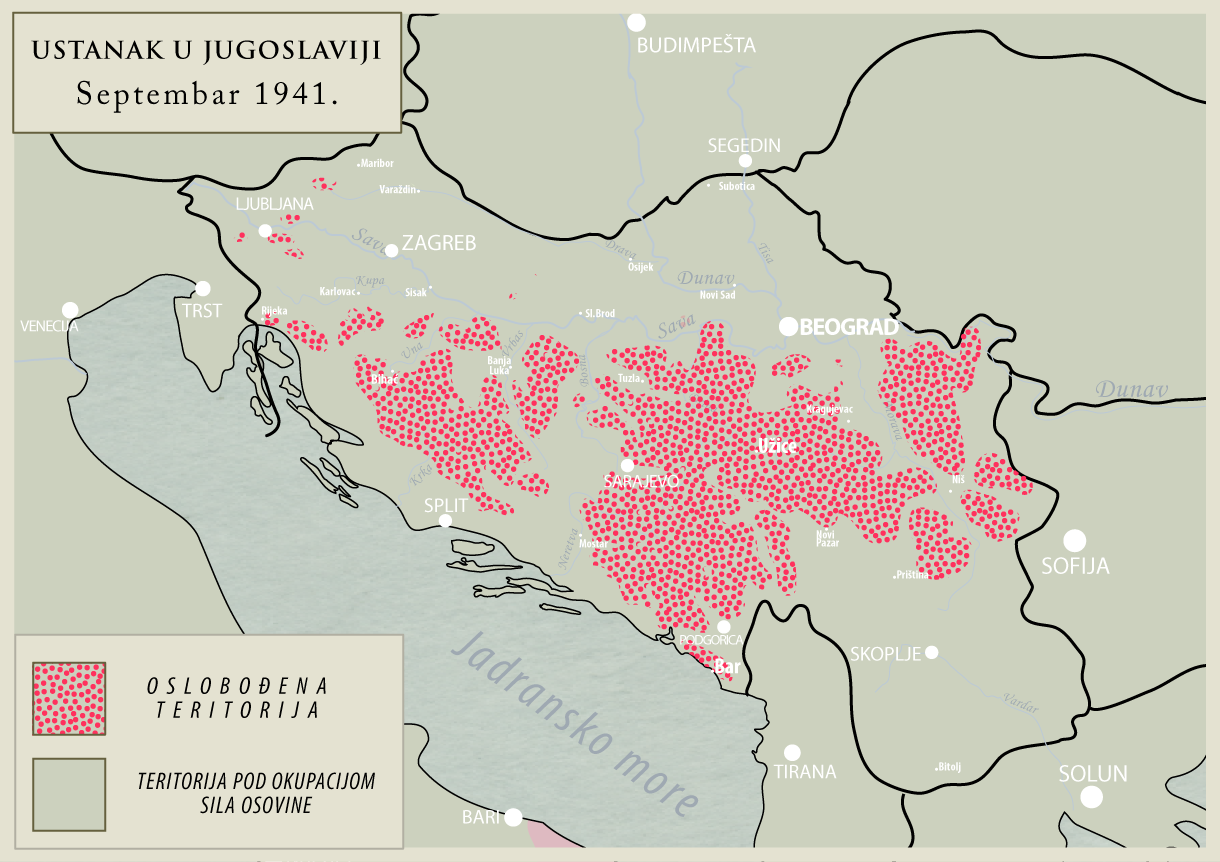
Resistência na Iugoslávia em setembro de 1941. Nenhuma atividade partisan é observada na Macedônia.

Por causa deste conflito dentro do Comitê regional do Partido Comunista na Macedônia, não houve movimento de resistência. No início da Segunda Guerra Mundial, o Comintern apoiou uma política de não intervenção, argumentando que a guerra era uma guerra imperialista entre várias classes dominantes nacionais, o que mudou após a invasão do Eixo à União Soviética. O comitê regional, liderado por Shatorov, ordenou imediatamente a formação de unidades partisans, a primeira das quais foi formada na região de Skopje em 22 de agosto de 1941, e atacou os guardas búlgaros em 8 de setembro de 1941 em Bogomila, perto de Skopje. Naquela época, com a ajuda do Comintern e do próprio Josef Stalin uma decisão foi tomada e os comunistas macedônios foram anexados ao Partido Comunista.  Logo depois disso, Shatorov perdeu sua popularidade dentro do Partido Comunista e foi desacreditado.
Pessoas leais ao Partido Comunista foram nomeadas a seguir como líderes do Comitê regional, com Lazar Koliševski como secretário.  Ele foi enviado em setembro para Skopje. A nova liderança iniciou a formação de destacamentos partidários. Insurgentes armados do Destacamento Partidário de Prilep atacaram zonas ocupadas pelo Eixo na cidade de Prilep, nomeadamente uma delegacia de polícia búlgara, em 11 de Outubro de 1941.  Esta data é considerada o início simbólico da Resistência Macedônia, que começou o mais tardar em comparação com as outras repúblicas iugoslavas, onde começou em julho.  O destacamento Prilep permaneceu ativo até dezembro de 1941, quando se dividiu em três grupos: o primeiro em Skopje, o segundo em Tikves e o terceiro em Bitola. Entretanto, em novembro, o novo líder do RC, Koliševski, foi preso e condenado à morte por um tribunal militar búlgaro. Ele escreveu dois apelos de clemência ao czar búlgaro e ao ministro da Defesa, insistindo em sua origem búlgara. Como resultado, sua sentença de morte foi comutada para prisão perpétua, e Koliševski foi enviado para uma prisão em Pleven, Bulgária.

## 1942

### Resistência local ainda em questão

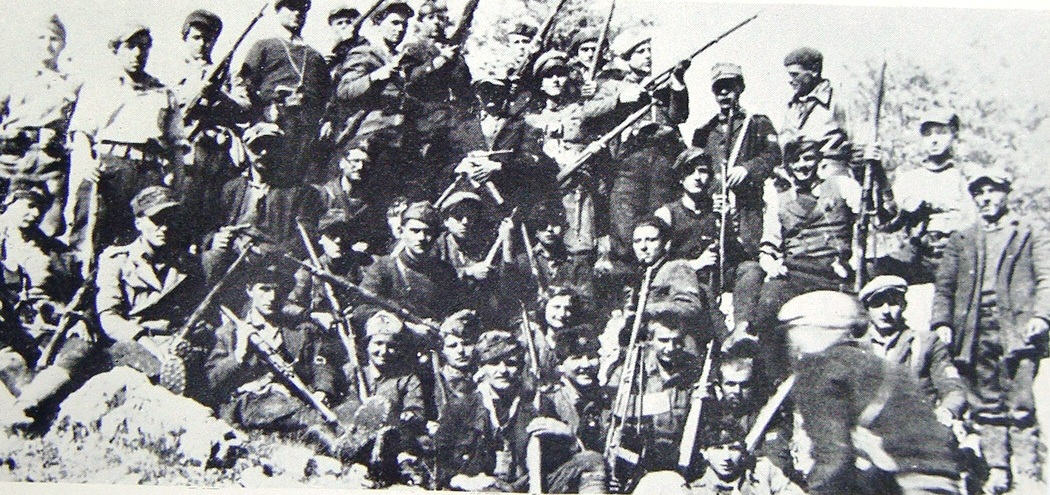
Formação do destacamento partisan "Dame Gruev", 6 de junho de 1942, perto da vila de Zlatari, Prespa.

Embora a liderança de Sharlo tenha sido encerrada, os vestígios de sua política entre parte dos ativistas comunistas locais foram preservados. Após a prisão de Lazar Koliševski em Novembro, o novo órgão executivo do Comité Regional da Macedónia continuou a partilhar as ideias pró-búlgaras de Shatorov e restabeleceu um contacto estreito com o BCP.  Bane Andreev, de Veles, um novo secretário do partido para a Macedônia, expressou a mesma ideologia. Ele achava que o povo macedônio acreditava no papel da Bulgária como libertadora e que nenhum macedônio queria lutar contra os soldados búlgaros. Que os macedónios devem responder positivamente ao apelo de mobilização levado a cabo pelas autoridades búlgaras e juntar-se ao exército búlgaro.  Tito não concordou com isso. Durante a primavera de 1942, Andreev foi preso pela polícia búlgara.  Como resultado, uma luta faccionalista entre as linhas pró-búlgara e pró-iugoslava se intensificou. Assim, Cvetko Uzunovski criou um comité regional provisório que tentou assumir o controlo da facção pró-búlgara, mas sem muito sucesso.  Essa política mudou a partir de 1943 com a chegada do enviado de Tito , o sérvio montenegrino Svetozar Vukmanović-Tempo.

## 1943

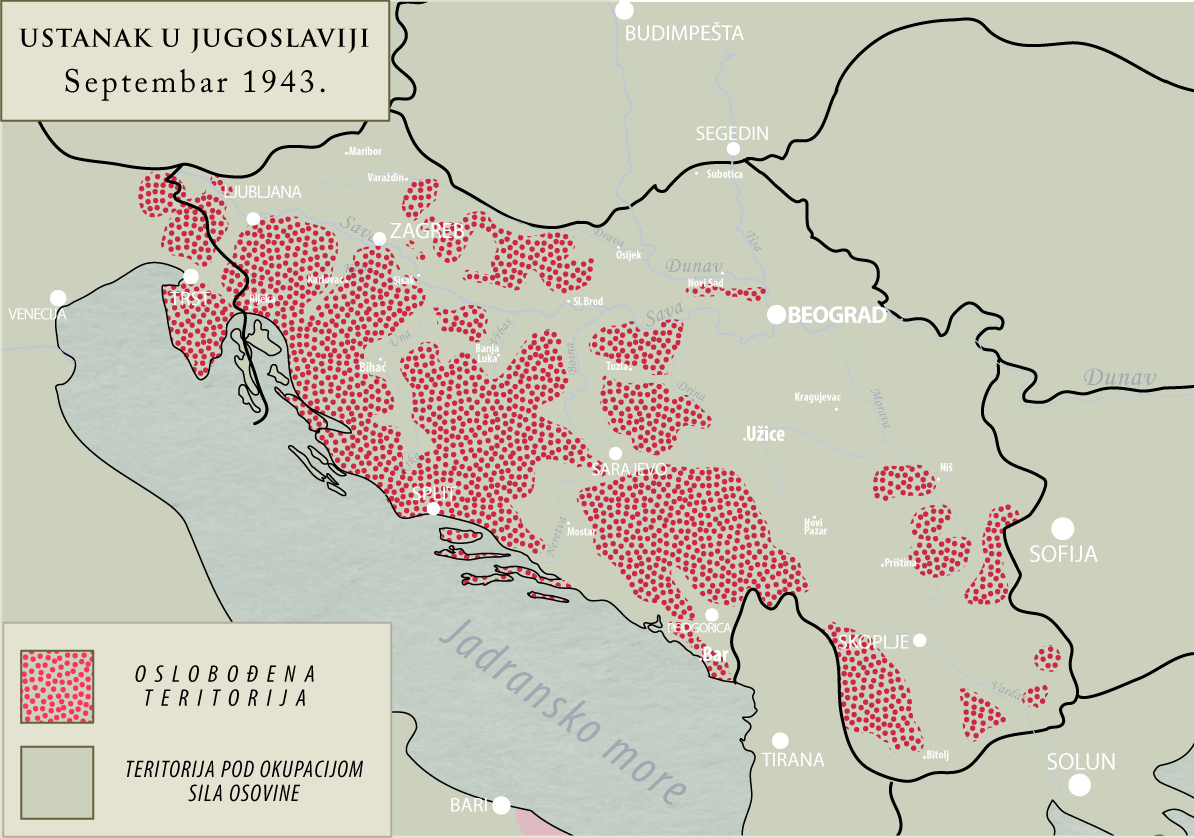
Resistência na Iugoslávia após a capitulação da Itália, setembro de 1943. Na Macedônia, a atividade partidária está concentrada na antiga zona de ocupação italiana cedida à Albânia.

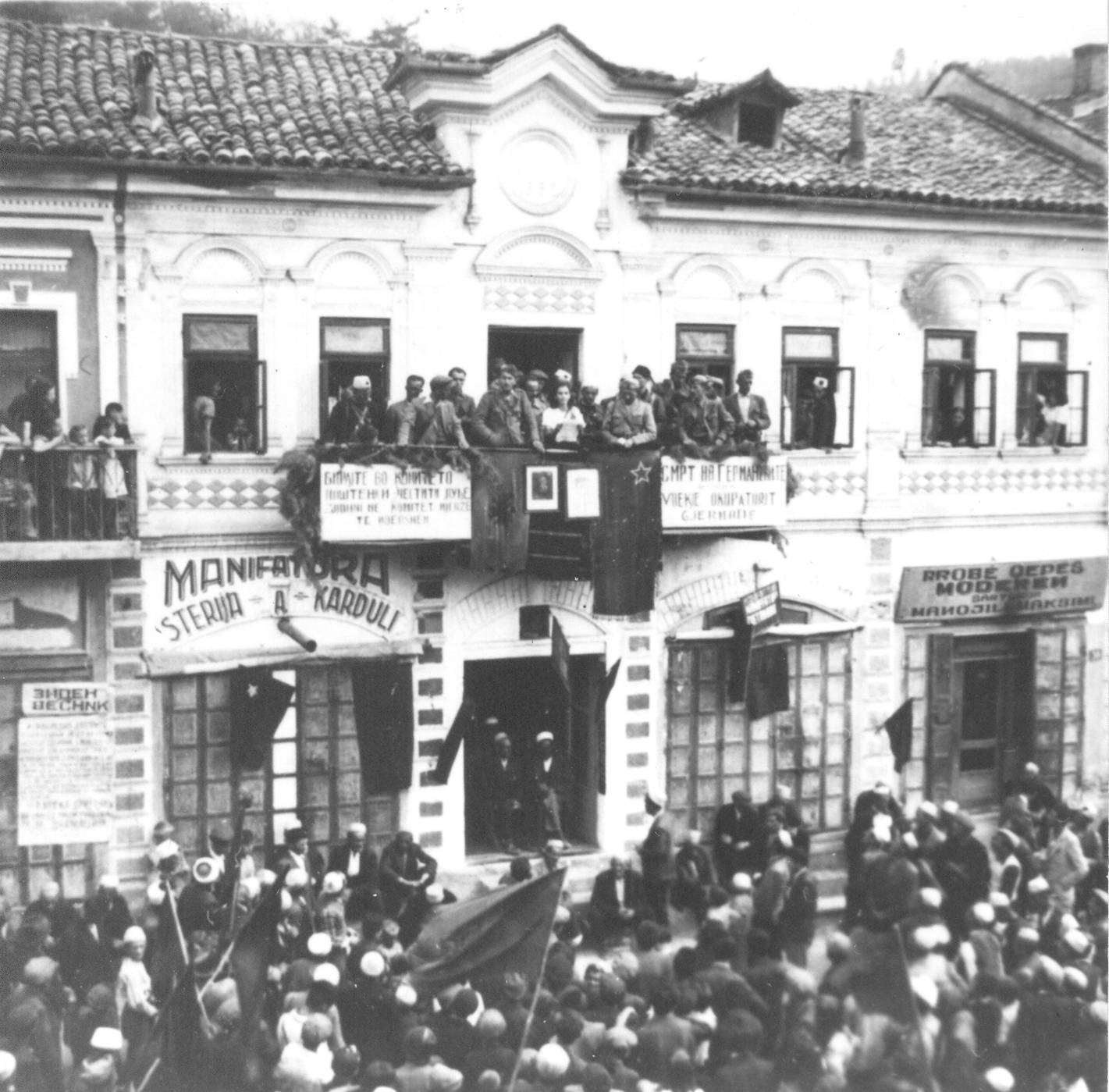
Manifestação pública na libertada Kičevo após a capitulação da Itália na zona albanesa, 26 de setembro de 1943.

### Apoio do Comitê Central do Partido Comunista da Iugoslávia
Embora vários destacamentos partidários macedônios tenham sido formados ao longo de 1942, travando batalhas contra as forças de ocupação búlgaras, italianas, alemãs e albanesas, e apesar da administração mal administrada de Sófia, a maioria dos comunistas macedônios ainda não havia sido atraída para a Iugoslávia. Entre 1941 e 1943, Tito enviou cinco emissários à Macedónia, para persuadir os seus camaradas indisciplinados, mas os seus esforços tiveram sucesso limitado, e o Comité Regional estava de facto sob o controlo do BCP.  Para mudar isso, no início de 1943, o montenegrino Svetozar Vukmanović-Tempo foi enviado como assistente ao QG das forças guerrilheiras da Macedônia. Tempo tentou organizar uma luta enérgica contra as forças de ocupação. Ele deveria criar um Partido Comunista Macedônio dentro da estrutura do Partido Iugoslavo. Um dos seus objetivos era destruir a influência do BCP na Macedônia e lutar contra qualquer forma de autonomismo. Ele teria de “macedonizar” a forma e o conteúdo da luta, e dar-lhe uma fachada étnica macedónia.  Uma de suas principais conquistas foi também que a tendência pró-búlgara durante a guerra recuou para o segundo plano da tendência pró-iugoslava. Tempo conseguiu capitalizar as crescentes contradições em relação às autoridades búlgaras, que durante 1942 estavam envolvidas em uma política de centralização, contradizendo sua agenda inicial de respeitar a autonomia macedônia. Os comunistas iugoslavos proclamaram como seu objetivo a questão da unificação das três regiões da Macedônia – iugoslava, grega e búlgara, e assim conseguiram também nacionalistas macedônios. 

### Formação do Partido Comunista da Macedônia (CPM)

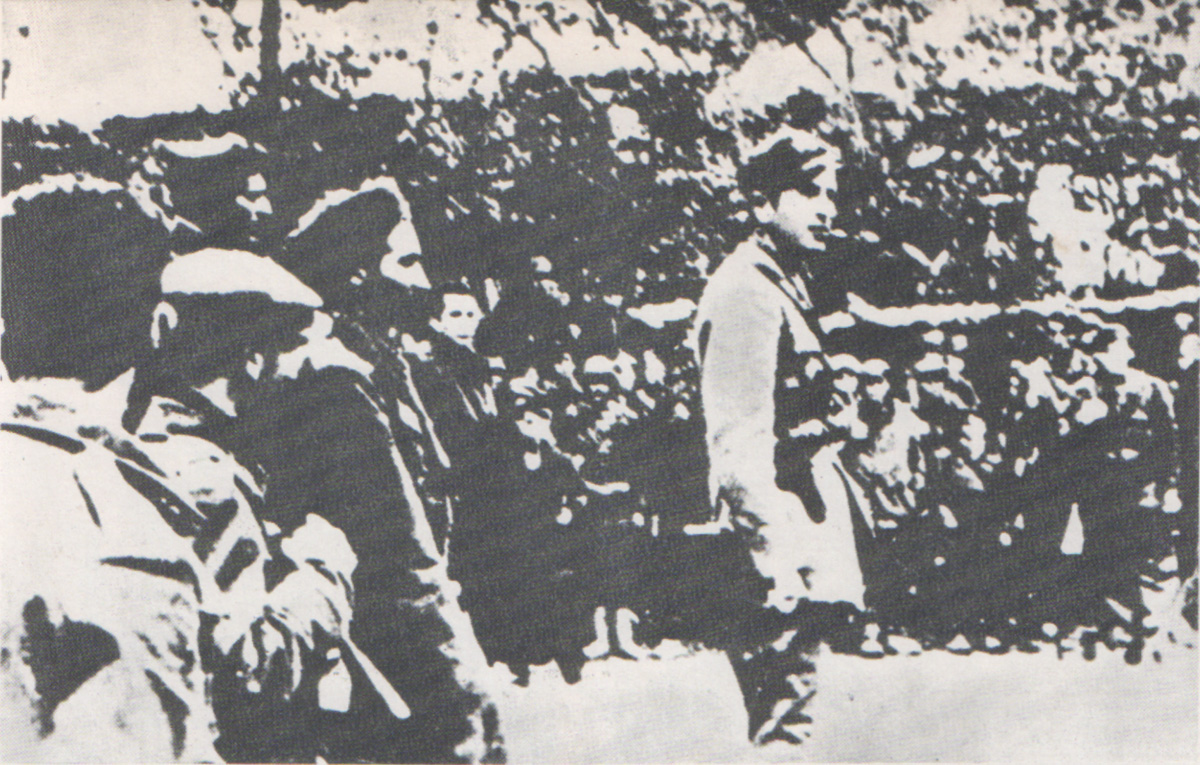
Svetozar Vukmanovic recebe guerrilheiros macedônios e gregos no Vale de Karadjova (Grécia) em 1943. Sob sua liderança, o comitê regional pró-búlgaro dos comunistas na Macedônia foi dissolvido e eles foram unidos aos comunistas iugoslavos.

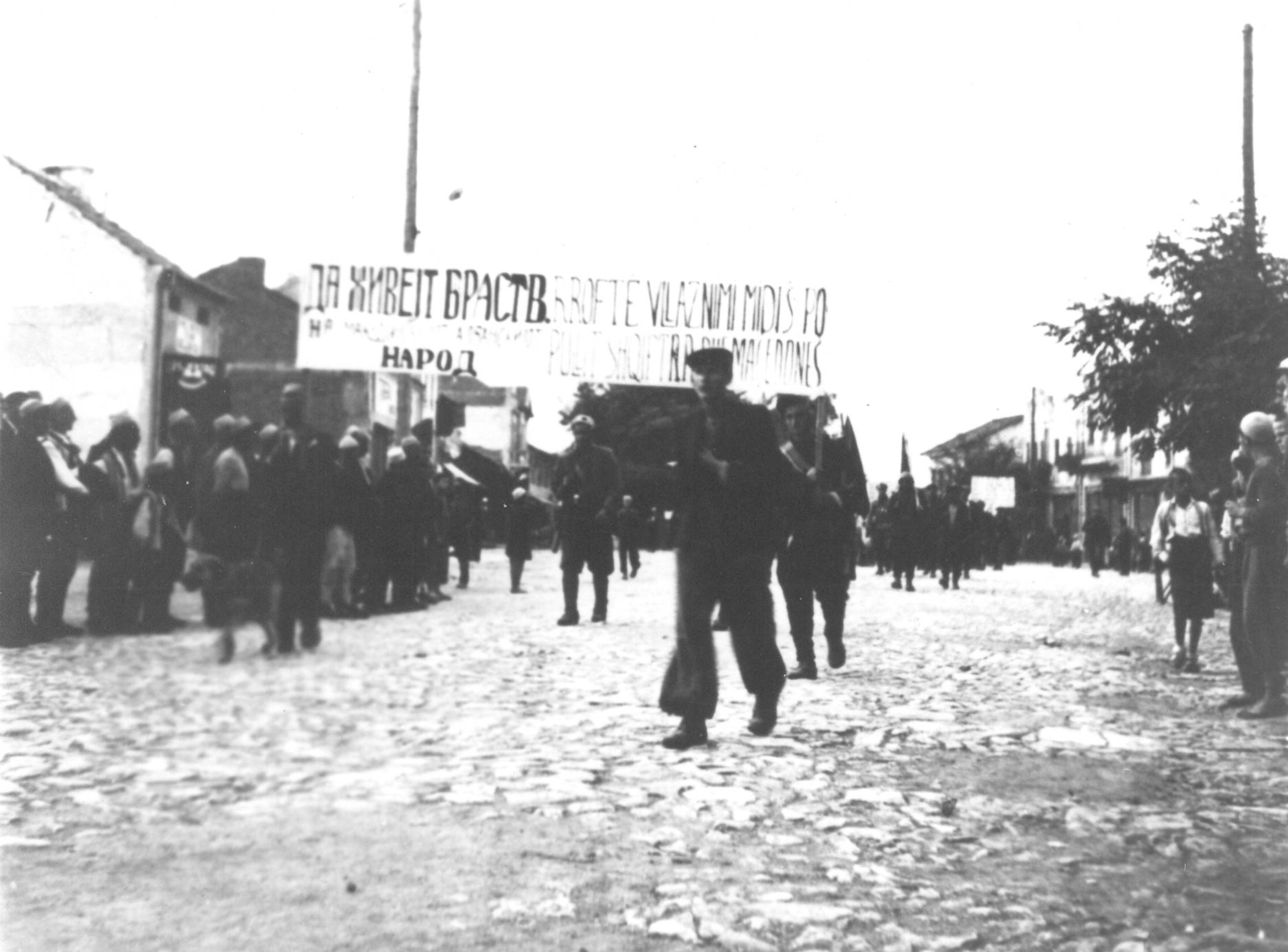
Partidários albaneses e macedônios do batalhão " Mirče Acev " na libertada Kičevo, 11 de setembro de 1943, marchando com uma camisa transparente. Diz: "Viva a fraternidade dos povos macedônio e albanês!"

A liderança do Comitê Regional do Partido Comunista da Iugoslávia para a Macedônia decidiu estabelecer um Partido Comunista Macedônio separado, que representaria a vontade do povo macedônio na luta antifascista pela libertação nacional. O Partido Comunista da Macedônia (CPM) foi formado em 19 de março de 1943 em Tetovo. O primeiro Comitê Central (CC do CPM) foi composto por comunistas iugoslavos como Strahil Gigov, Kuzman Josifovski Pitu, Cvetko Uzunovski, Mara Naceva e Bane Andreev. 
Após fazer uma análise detalhada da situação militar e política do país, o CC do CPM decidiu se envolver diretamente nos combates e ficar lado a lado com as tropas no campo de batalha. O território da Macedônia do Vardar foi dividido em cinco zonas operacionais, e foram feitos esforços para fazer contato direto com os movimentos de libertação na Albânia, Bulgária e Grécia. 
Somando-se aos onze existentes, oito novos destacamentos partidários macedônios foram formados no verão de 1943, à medida que mais e mais pessoas ingressavam nas fileiras dos partidários. Eles conseguiram criar fortalezas nas regiões de Debarca, Prespa, Kumanovo, Tikvesh e Gevgelija. Isso permitiu a expansão dos Comitês de Libertação Nacional e a criação de unidades militares maiores, conforme decidido em uma conferência em Prespa em 2 de agosto de 1943. Grandes unidades militares regulares (batalhões e brigadas) foram criadas como parte do Exército de Libertação Popular da Macedônia (MNOV). Começaram os preparativos para a formação da Assembleia Antifascista para a Libertação Popular da Macedônia (ASNOM), que governou a Macedônia de agosto de 1944 até o fim da Segunda Guerra Mundial. 

### Formação do Exército Popular de Libertação da Macedônia

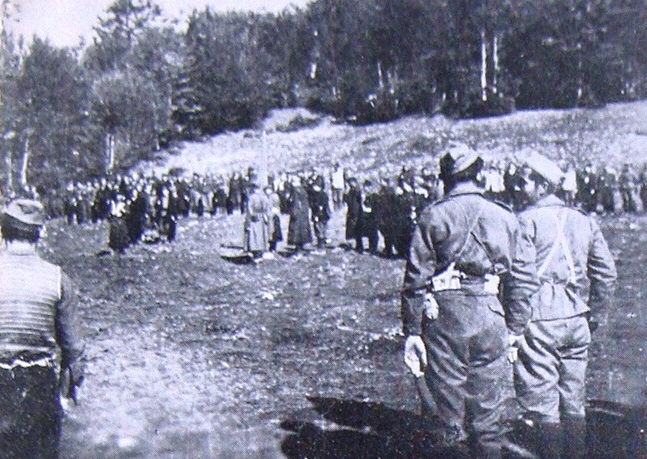
Formação do batalhão "Mirče Acev".

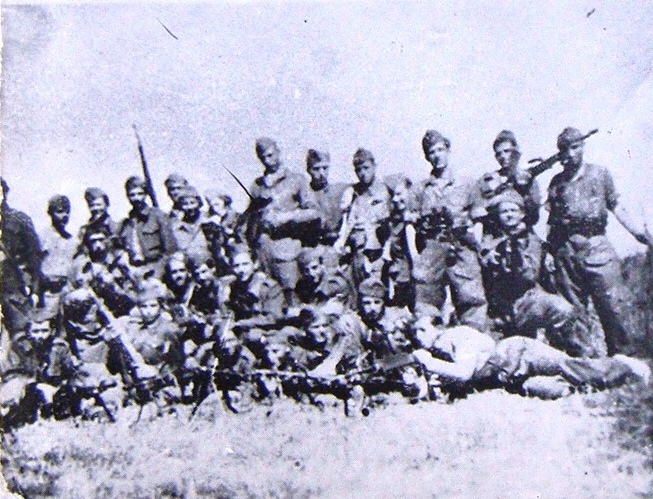
Partisans do batalhão "Stiv Naumov", criado em novembro de 1943 em Gorna Prespa.

A data de criação de sua primeira grande unidade, o Batalhão Mirče Acev, é 18 de agosto de 1943 no Monte Slavej entre Ohrid e Kičevo, então na zona de ocupação italiana. Em 11 de novembro de 1943, a 1ª Brigada de Choque Kosovo-Macedônia foi formada na Macedônia Ocidental pela fusão de dois batalhões macedônios de Vardar e um batalhão Kosovo. A segunda maior unidade militar étnica macedônia foi a 2ª Brigada de Choque da Macedônia, formada em 22 de dezembro de 1943, do outro lado da fronteira, na Macedônia Grega.  Em 26 de fevereiro de 1944, na vila de Zegljane, perto de Kumanovo, foi formada a 3ª Brigada de Choque da Macedônia. Essas três brigadas eram o núcleo do Exército de Libertação Nacional da Macedônia, que depois de constantes batalhas se fortaleceu em número. Em meados de 1943, foram realizadas reuniões entre representantes da Frente de Libertação Nacional (Grécia) e da resistência albanesa. Svetozar Vukmanović-Tempo apresentou a ideia de uma Sede Conjunta nos Balcãs para exercer controle supremo sobre os movimentos partidários na Iugoslávia, Albânia, Bulgária e Grécia. Tempo pediu o reconhecimento do direito do povo étnico macedônio à autodeterminação, bem como permissão para que os partidários da Macedônia Vardar estendessem sua atividade entre a população de língua eslava na Macedônia grega. Como resultado, a Frente de Libertação Nacional Eslava-Macedônia (SNOF) foi criada em 1943 na Macedônia Grega por comunistas étnicos macedônios, membros do Partido Comunista da Grécia (KKE). Depois de passar por toda a Macedônia grega ocidental, as principais forças do Exército de Libertação Popular da Macedônia foram posicionadas na região de Almopia, na Grécia, perto da fronteira com a Iugoslávia. Os destacamentos partidários que estavam ativos em Gevgelia e Tikvesh também cruzaram a fronteira para o norte da Grécia e se encontraram com as principais forças do MNOV. Várias reuniões foram realizadas com membros da ELAS e do Partido Comunista Grego. Uma das decisões foi a criação de destacamentos partidários mais amplos, compostos pela minoria étnica macedônia na Grécia. Em 20 de dezembro de 1943, na vila de Fustani, no distrito de Pella, na Grécia, a Segunda Brigada de Assalto da Macedônia foi formada a partir de 3 batalhões da 3ª zona operacional. O batalhão partidário búlgaro Hristo Botev do MNOV foi formado por soldados búlgaros capturados e fugitivos. Estava sob o comando do QG do MNOV. O restante dos combatentes que não estavam incluídos na Primeira Brigada de Assalto Macedônia-Kosovo e na Segunda Brigada de Assalto Macedônia (o batalhão Hristo Botev e Stiv Naumov, juntamente com vários destacamentos partidários menores) foram organizados no chamado "Terceiro Grupo de Batalhões". 

### Ações búlgaras em 1943

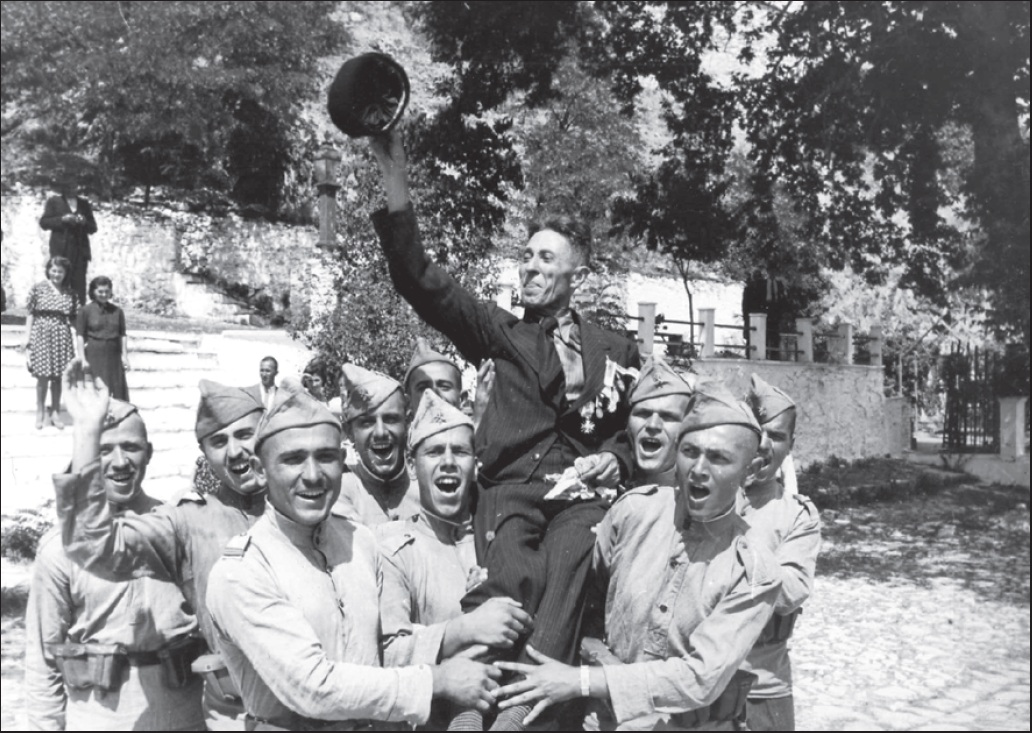
Saudação do antigo chefe da IMRO, Peter Lesev, por recrutas do Exército Búlgaro, após a sua nomeação como governador do Município de Kratovo em 1943. Os recrutas macedônios constituíam até 60% dos soldados do Exército Búlgaro da Macedônia do Vardar.

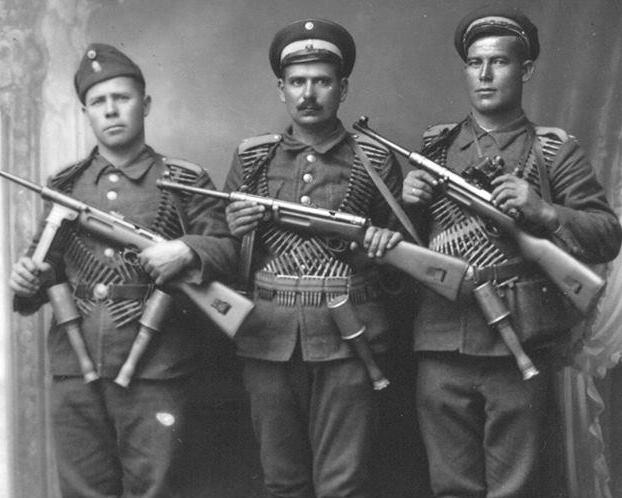
Membros de um contra-cheta de Veles em 1943. Alguns moradores formaram destacamentos anti-guerrilha para apoiar a polícia e o exército búlgaros na luta contra os guerrilheiros comunistas e os chetniks sérvios.

A Bulgária conseguiu salvar toda a sua população judaica de 48.000 habitantes durante a Segunda Guerra Mundial da deportação para campos de concentração nazistas, mas sob pressão alemã, os judeus de seus territórios recentemente anexados sem cidadania búlgara foram deportados, como os de Vardar, Macedônia e Trácia Ocidental.  O governo búlgaro foi responsável pela captura e deportação de mais de 7.000 judeus em Skopje e Bitola. As autoridades búlgaras criaram uma força especial de Gendarmaria que recebeu poder quase ilimitado para perseguir os guerrilheiros comunistas em todo o reino. O governo severo das forças de ocupação e uma série de vitórias dos Aliados mostrando que o Eixo poderia perder a guerra encorajaram mais macedônios a apoiar o movimento de resistência comunista partidária de Josip Broz Tito.
Muitos ex-membros do IMRO ajudaram as autoridades búlgaras a combater os partidários do Tempo. Com a ajuda do governo búlgaro e de antigos membros da IMRO, vários destacamentos paramilitares pró-búlgaros (Uhrana) foram organizados na Macedônia grega ocupada em 1943. Eles eram liderados por oficiais búlgaros originários da Macedônia grega e encarregados de proteger a população local nas zonas sob controle alemão e italiano. Nessa época, Ivan Mihailov, da IMRO, tinha planos que previam a criação de um estado macedônio sob controle alemão. Ele era um seguidor da ideia de um estado macedônio unido com um elemento búlgaro dominante.  Os alemães previram que os membros da IMRO formariam o núcleo das forças armadas de uma futura Macedônia Independente liderada por Ivan Mihailov.

## 1944

### Campanha de Fevereiro

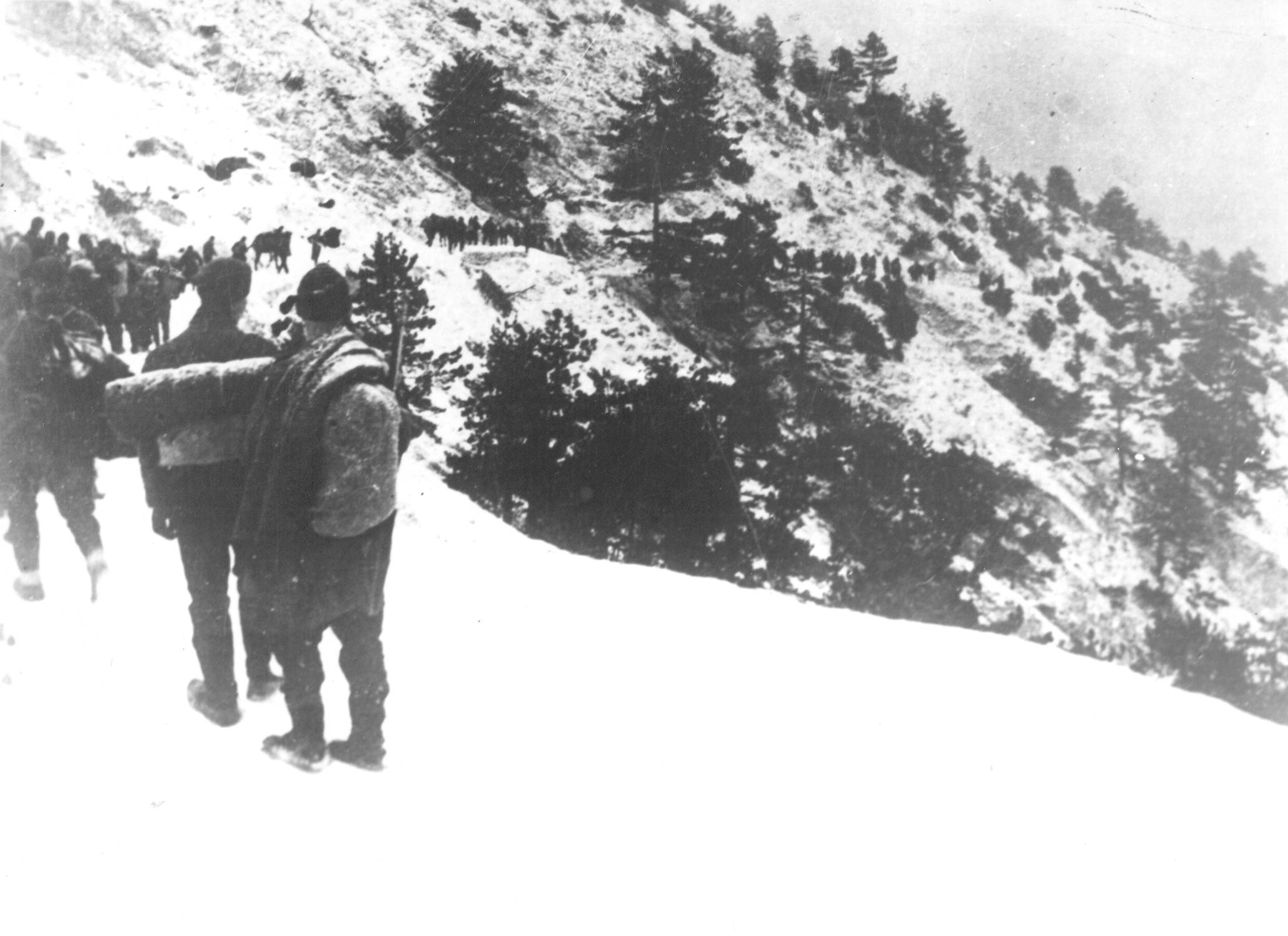
Combatentes da 1ª Brigada Macedônia-Kosovar durante a marcha de fevereiro de 1944.

A campanha da marcha de fevereiro de 1944 teve um grande impacto político e moral. Todo o 5º Exército búlgaro, toda a polícia búlgara, bem como os regimentos do exército estacionados em Kjustendil e Gorna Dzumaja estavam envolvidos nas batalhas. Após a marcha de fevereiro, o governo búlgaro foi forçado a mudar sua estratégia – a organização dos combates não seria mais responsabilidade da polícia, mas do exército, e todas as organizações seriam obrigadas a ajudar o exército. 

### Destruição do Corpo Chetnik de Vardar
No final de janeiro de 1944, o Alto Comando do MNOV decidiu lançar uma ofensiva, com a intenção de destruir o VCC. Em 29 de fevereiro de 1944, os partidários da Terceira Brigada de Assalto da Macedônia atacaram os flancos Chetnik pelo norte, oeste e sul, enquanto o destacamento Hristo Botev atacou os Chetniks pelo leste. Na batalha pela vila de Sejac, o Corpo Vardar Chetnik foi totalmente destruído, sofrendo 53 baixas (46 baleados por guerrilheiros e 7 afogados no rio Pčinja enquanto tentavam fugir). 97 chetniks, incluindo 5 oficiais, foram capturados na ação. Em 3 de março de 1944, na vila de Novo Selo, combatentes guerrilheiros destruíram as forças restantes, capturando 30 chetniks e mais de 100 rifles e munições. Várias bandas locais de Chetnik, descentralizadas e agindo por conta própria, como os Porech Chetniks, continuaram a operar em certas partes da Macedônia, mas estavam geralmente dispersas e desorganizadas. 

### Ações no norte da Macedônia do Vardar e no sudeste da Sérvia
Após as operações que terminaram com a destruição dos Chetniks na Macedônia, o QG do MNOV, agora atuando como comandante supremo das unidades guerrilheiras em Macedônia do Vardar, Kosovo e Morava do Sul, decidiu realizar três novos ataques à polícia e à administração búlgaras. Em 26 de abril de 1944, a Terceira Brigada de Assalto da Macedônia, juntamente com o destacamento do Kosovo, atacou com sucesso a cidade de Ristovac, onde 130 soldados búlgaros foram mortos e 20 capturados pelos guerrilheiros macedônios. Em 3 de abril de 1944, a 3ª Brigada de Assalto da Macedônia atacou a cidade mineira de Zletovo, onde cerca de 100 mineiros entraram para as fileiras da brigada. 

### Ofensiva da Primavera
Devido ao aumento da atividade partidária, as principais linhas de suprimento do grupo "E" do Exército Alemão estacionado na Grécia e na Albânia eram constantemente emboscadas e, ao mesmo tempo, o QG do MNOV fazia planos para libertar a Macedônia Ocidental e enviou a 1ª Brigada de Assalto Macedônia-Kosovo para lá. Avançando em direção a Debarca, a 1ª Brigada de Assalto Macedônia-Kosovo teve confrontos com os búlgaros e alemães em Zavoj e Velmej . Os alemães obtiveram reforços e em 8 de maio de 1944 contra-atacaram. A luta terminou em 20 de maio de 1944, com os alemães sendo expulsos da região. Após recapturar a área de Debarca, mais reforços ficaram disponíveis, então a brigada foi dividida em duas brigadas – a 1ª Brigada de Assalto da Macedônia e a 1ª Brigada de Assalto do Kosovo. Para evitar que os alemães e búlgaros assumissem o controle total da ação, o MNOV decidiu fazer ataques surpresa às posições inimigas e tentar exaurir o inimigo de qualquer maneira possível. A 2ª Brigada de Assalto Macedônia foi enviada para conduzir várias ações em Povardarie (Macedônia central) e Pelagônia, perto de Prilep e Bitola. 

### ASNOM

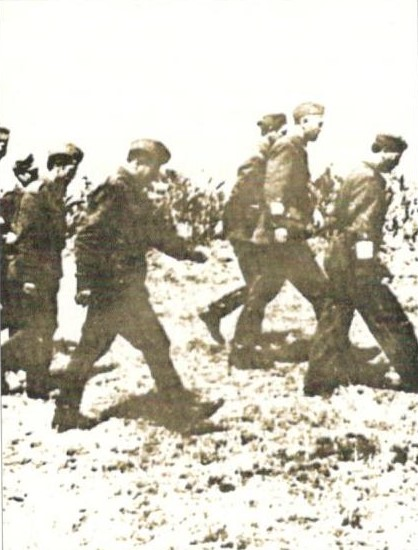
Delegados chegando na primeira sessão plenária da ASNOM em agosto de 1944.

Em 2 de agosto de 1944, no 41º aniversário da Revolta de Ilinden, a primeira sessão da recém-criada Assembleia Antifascista de Libertação Nacional da Macedônia (ASNOM) foi realizada no mosteiro de São Prohor Pčinjski.
Apesar das esperanças de Tito em contrário, o comitê presidente da ASNOM foi dominado por elementos que não eram conhecidos por seus sentimentos pró-Iugoslavos. Para desgosto daqueles que preferiam se juntar à Federação Socialista Iugoslava, Metodija Andonov-Čento foi eleito presidente e Panko Brashnarov (ex-membro da IMRO) vice-presidente. A assembleia tentou garantir a maior independência possível para a Macedónia Jugoslava e deu prioridade à unificação das três partes da Macedónia.  Várias fontes afirmam que Chento tinha feito planos para criar uma Macedónia independente que seria apoiada pelos EUA. 
Um manifesto foi escrito delineando os planos futuros da ASNOM para um estado macedônio independente e declarando a língua macedônia como a língua oficial da Macedônia. 
A ASNOM foi o órgão governante da Macedônia desde sua formação até o final da Segunda Guerra Mundial. 

### "Maximalistas" e "Minimalistas"

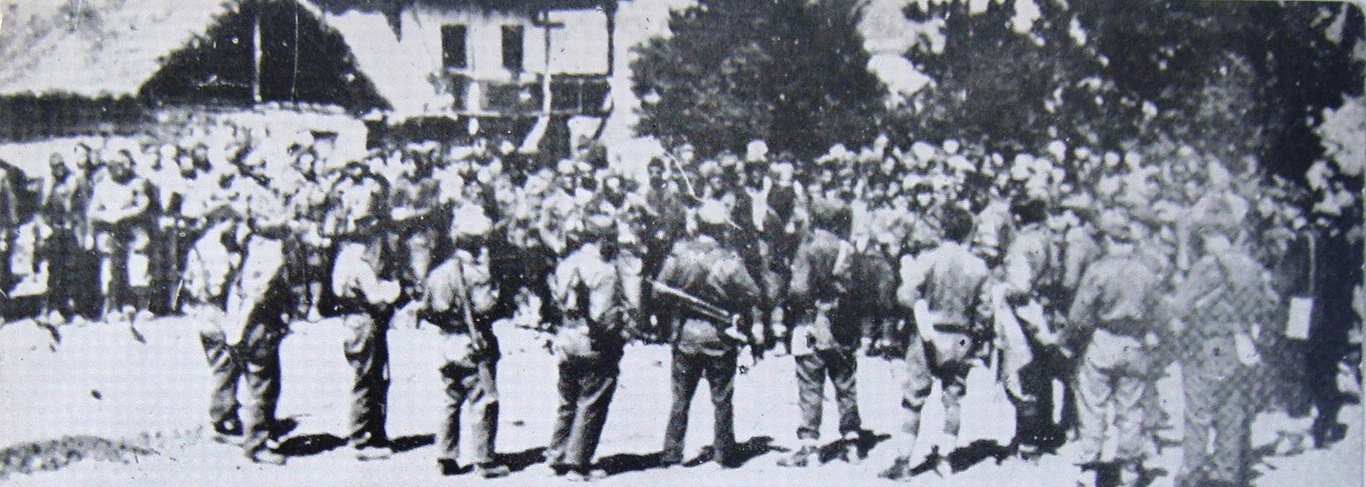
Formação da 41ª Divisão perto da vila de Sheshkovo em agosto de 1944.

O Manifesto da ASNOM acabou se tornando um compromisso entre os "maximalistas" e os "minimalistas" – a unificação do povo macedônio foi discutida e propagandeada, mas a decisão final foi tomada de que a Macedônia do Vardar se tornaria parte da nova Iugoslávia comunista.
Os proponentes da linha "maximalista" eram a favor da criação de um estado independente da Macedônia Unida, que teria laços com a Iugoslávia, mas não necessariamente inclusão em uma Federação Iugoslava. Os proponentes desta opção incluíam Metodija Andonov-Čento, bem como figuras proeminentes do antigo IMRO (Unidos), como Pavel Shatev, Panko Brashnarov e outros. Eles viam a adesão à Jugoslávia como uma forma de domínio sérvio sobre a Macedónia e preferiam a adesão a uma Federação Balcânica ou então a independência completa. 
Os defensores da linha "minimalista" também eram a favor da criação de um estado macedônio, mas dentro da federação iugoslava. 
Essas diferenças eram visíveis nas discussões da ASNOM, mas ficaram especialmente claras após a libertação final da Macedônia. Deve-se acrescentar que tanto a linha "maximalista" quanto a "minimalista" dentro do Movimento de Libertação Nacional em Macedônia do Vardar, apoiavam a existência de uma identidade macedônia separada e eram a favor da criação de um estado separado no qual o povo macedônio teria sua pátria. A maior diferença entre as duas linhas era se a Macedônia deveria se juntar à Iugoslávia ou existir como um país independente. 

### Tentativa de criar um estado-fantoche macedônio

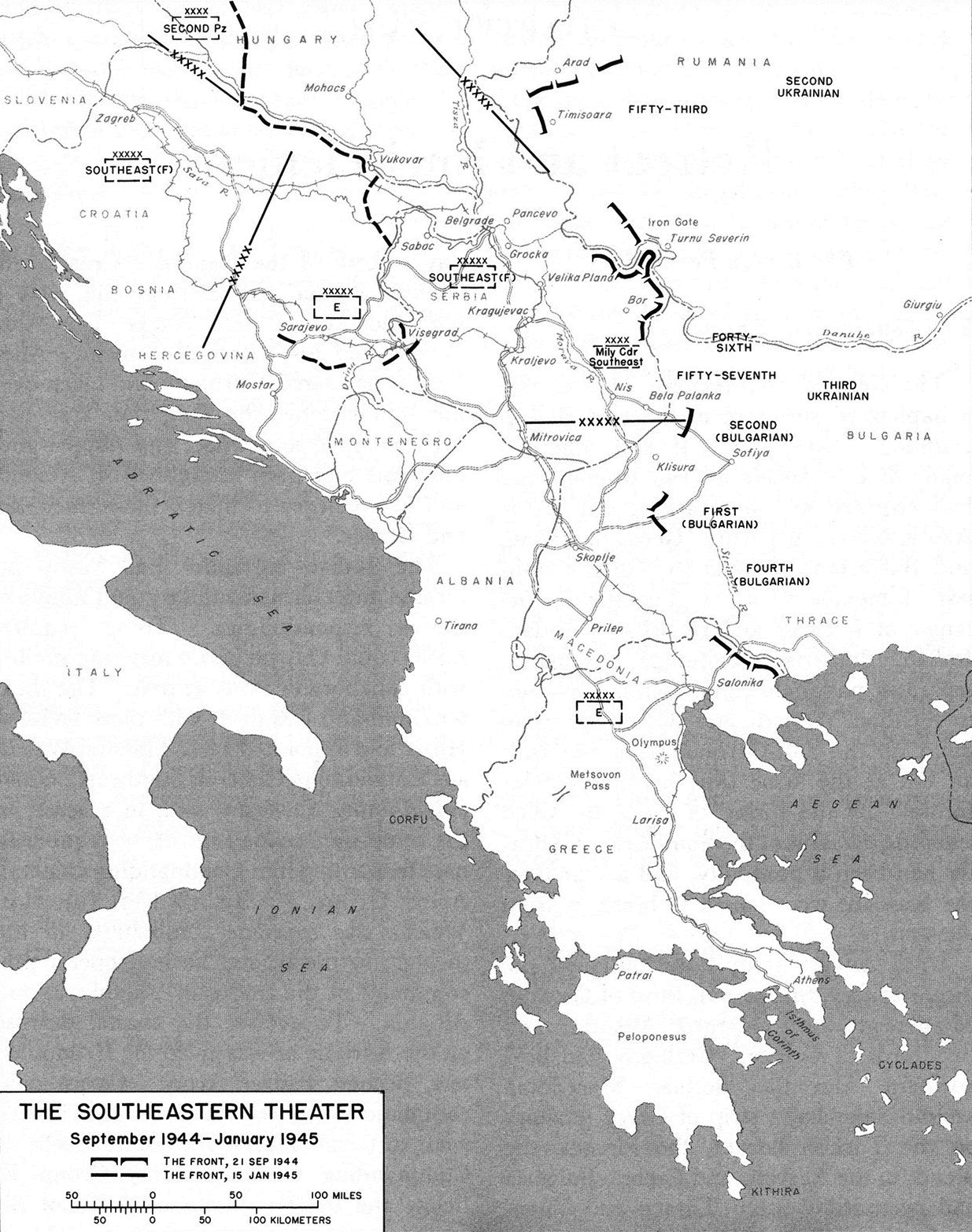
Mapa do teatro militar dos Balcãs durante setembro de 1944 – janeiro de 1945.

Em agosto de 1944, o Exército Soviético estava se aproximando dos Bálcãs. Numa tentativa de última hora para criar um estado-tampão contra a chegada do Exército Vermelho, em 29 de agosto, os alemães tentaram estabelecer um estado-fantoche macedónio "independente",  liderado por Ivan Mihailov. Ao contrário da resistência de esquerda, os seguidores de direita do IMRO eram pró-búlgaros e não apoiavam a existência de uma futura Iugoslávia.  O ministro do Interior búlgaro foi encarregado de contactar Mihajlov, que na altura era conselheiro de Ante Pavelić.  O estado não receberia nenhum apoio militar (tropas ou armas) da Alemanha, porque os alemães estavam com falta de tropas e armas.  Os telegramas da época indicam que uma retirada ordenada das tropas búlgaras e alemãs precederia a formação de um tal estado fantoche.  A Bulgária ordenou que suas tropas se retirassem da Macedônia em 2 de setembro. Na noite de 3 de setembro, Ivan Mihailov foi o primeiro a voar de Zagreb para Sófia, para ver o que "pode ser salvo".  Dois telegramas de 5 de setembro e 6 de setembro transmitem a nova ordem de Hitler para o estabelecimento de tal estado.  Mihajlov foi transportado de Sófia para Skopje na noite de 5 de setembro.  Com base em telegramas alemães da época, foi oferecido a Ivan Mihailov o estabelecimento de tal estado, mas às 18:00 de 6 de setembro, ele recusou por incapacidade de reunir apoio.  O fracasso levou à ordem de retirada alemã da Grécia em 6 de setembro e à nomeação do comandante de campo sênior para a Grécia, Heinz Scheeuerlen, como o novo comandante de campo sênior para a Macedônia.  A Alemanha fechou o seu Consulado em Skopje e evacuou o seu pessoal, juntamente com Ivan Mihailov e a sua esposa, da Macedónia.  No entanto, a 8 de Setembro, os nacionalistas de direita do IMRO declararam a independência.  O autoproclamado estado ficou “virtualmente indefeso” após a retirada das tropas alemãs.  Os alemães não apoiaram e suas forças se retiraram da região. No caos, eles apenas tentaram usar os recém-formados "comitês macedônios" como delegacias de polícia locais. Os seus membros eram antigos activistas dos Comitês de Ação Búlgaros. 

### Bulgária troca de lado

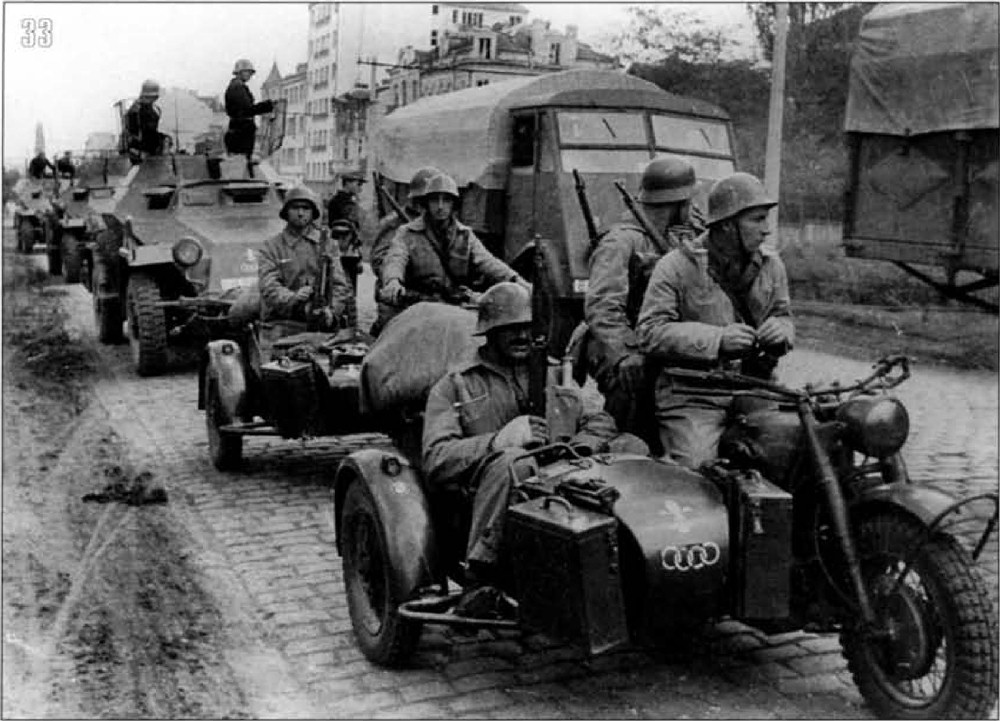
Tropas búlgaras retornando à Iugoslávia em outubro de 1944.

Em setembro de 1944, a União Soviética declarou guerra à Bulgária e ocupou parte do país. Um golpe de estado em 9 de setembro levou a Bulgária a juntar-se aos soviéticos.   Um dia antes, a Bulgária havia declarado guerra à Alemanha nazista. Essa reviravolta colocou as divisões búlgaras estacionadas na Macedônia em uma situação difícil. As tropas alemãs os cercaram, enquanto seu comando estava perplexo com a alta traição de alguns oficiais do estado-maior, que haviam desertado para o lado alemão. As tropas búlgaras em retirada na Macedónia lutaram para regressar às antigas fronteiras da Bulgária.  Josip Broz estabeleceu relações com as novas autoridades pró-comunistas na Bulgária.  Após a Bulgária mudar de lado para os Aliados, as negociações entre Tito e os líderes comunistas búlgaros foram organizadas em setembro-outubro de 1944, resultando em uma aliança militar entre as forças iugoslavas e a Bulgária.   Isto foi seguido pela desmobilização dos recrutas macedónios, que constituíam entre 40% e 60% dos soldados em alguns batalhões búlgaros.  Como resultado, a brigada Gotse Delchev foi criada e equipada em Sófia pelo governo búlgaro, fornecendo a base para o destacamento de tropas iugoslavas consideráveis em Macedônia do Vardar. 

### Operações finais para a libertação da Macedônia

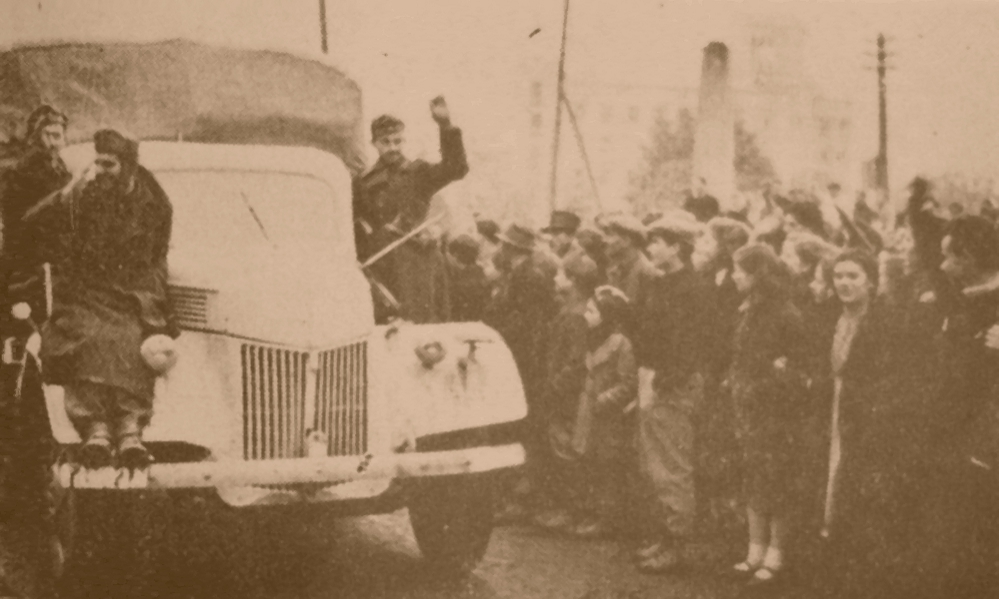
As principais forças búlgaras entrando em Skopje em 14 de novembro. As primeiras unidades búlgaras entraram na cidade em 13 de novembro.

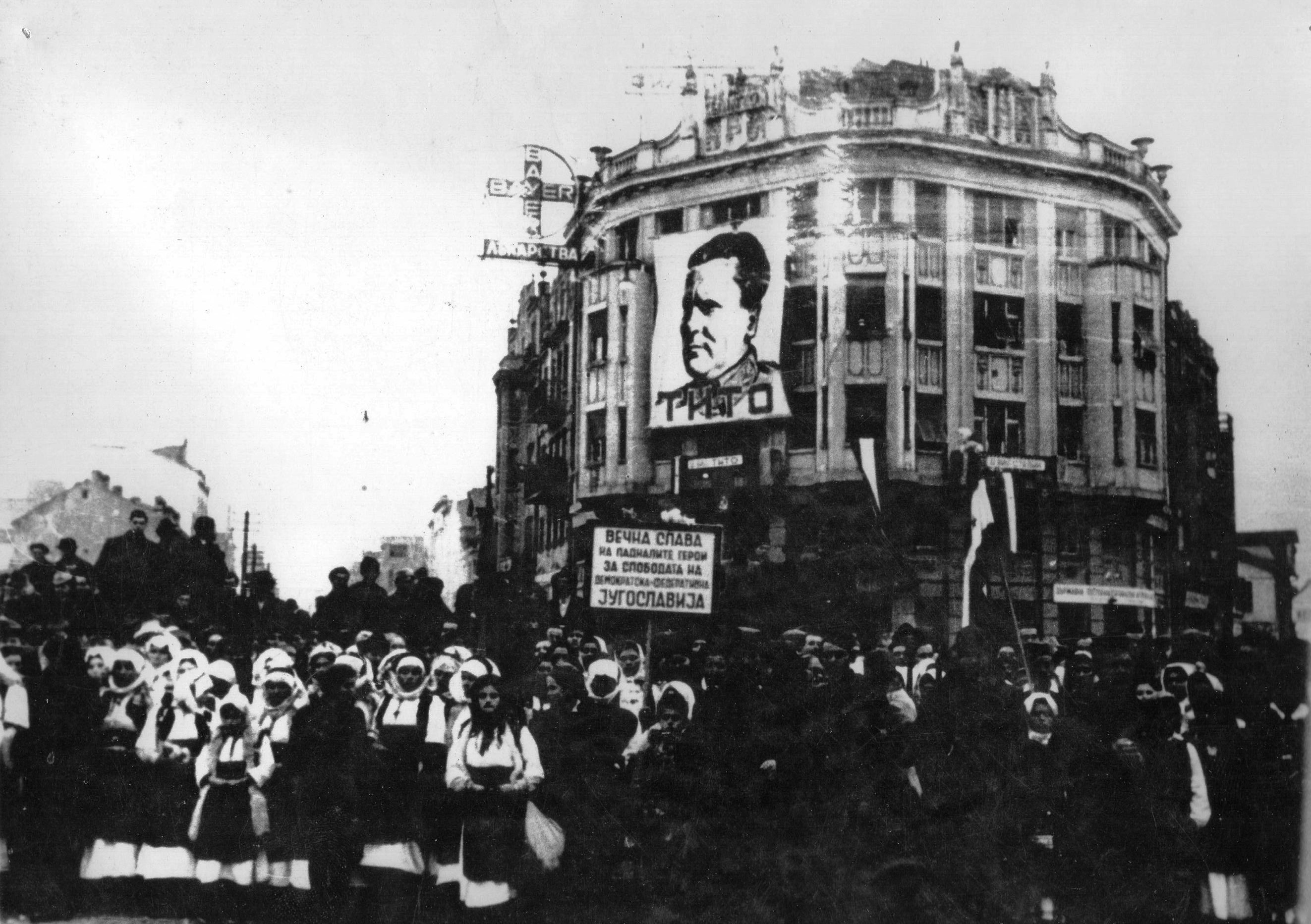
Macedônios louvando a libertação de Skopje em dezembro de 1944. A inscrição no cartaz elogia a unificação com a Iugoslávia.

#### Exército Búlgaro
Sob a liderança do novo governo pró-soviético búlgaro, quatro exércitos búlgaros, com 455.000 homens no total, foram mobilizados e reorganizados. No final de setembro, as tropas da 3ª Frente Ucraniana do Exército Vermelho estavam concentradas na fronteira entre a Bulgária e a Iugoslávia. No início de Outubro de 1944, três exércitos búlgaros, compostos por cerca de 340.000 homens,  juntamente com o Exército Vermelho reentraram na Jugoslávia ocupada e deslocaram-se de Sófia para Niš, Skopje e Pristina para bloquear a retirada das forças alemãs da Grécia.   Na Macedónia, os búlgaros operaram em conjunto com os combatentes do MNLA, mas esta cooperação não decorreu sem dificuldades.  A Brigada Alemã Angermiler foi posicionada no Desfiladeiro de Kačanik. Escópia foi defendida por elementos da 22ª Divisão de Infantaria e partes da 11ª Divisão da Luftwaffe (que estava envolvida principalmente nos combates na Macedônia Oriental) e unidades de outras divisões. De 8 de outubro a 19 de novembro, a Operação Stratsin-Kumanovo foi realizada e Kratovo, Kriva Palanka, Kumanovo e Skopje  foram tomadas. Ao mesmo tempo, a Operação Bregalnitsa-Strumica foi liderada e a Wehrmacht foi expulsa das aldeias de Delchevo, Kočani, Stip, Strumica e Veles.  Paralelamente, a Operação Kosovo também estava acontecendo, com o objetivo de expulsar as forças alemãs do Kosovo. A Sérvia meridional e oriental, o Kosovo e a Macedónia do Vardar foram libertados no final de Novembro.   A 3ª Frente Ucraniana, em colaboração com o Exército Popular de Libertação da Iugoslávia e o Exército Popular Búlgaro, realizaram a Ofensiva de Belgrado. O Primeiro Exército Búlgaro, com 130.000 homens, continuou até a Hungria, expulsando os alemães, enquanto o restante retornou para a Bulgária. Numa série de mapas do Grupo de Exércitos E, que mostram a sua retirada através da Macedónia e do Sul da Sérvia, bem como nas memórias do seu chefe de gabinete, quase não há indicação de unidades partisans iugoslavas, mas apenas de divisões búlgaras.  

#### Partidários macedônios

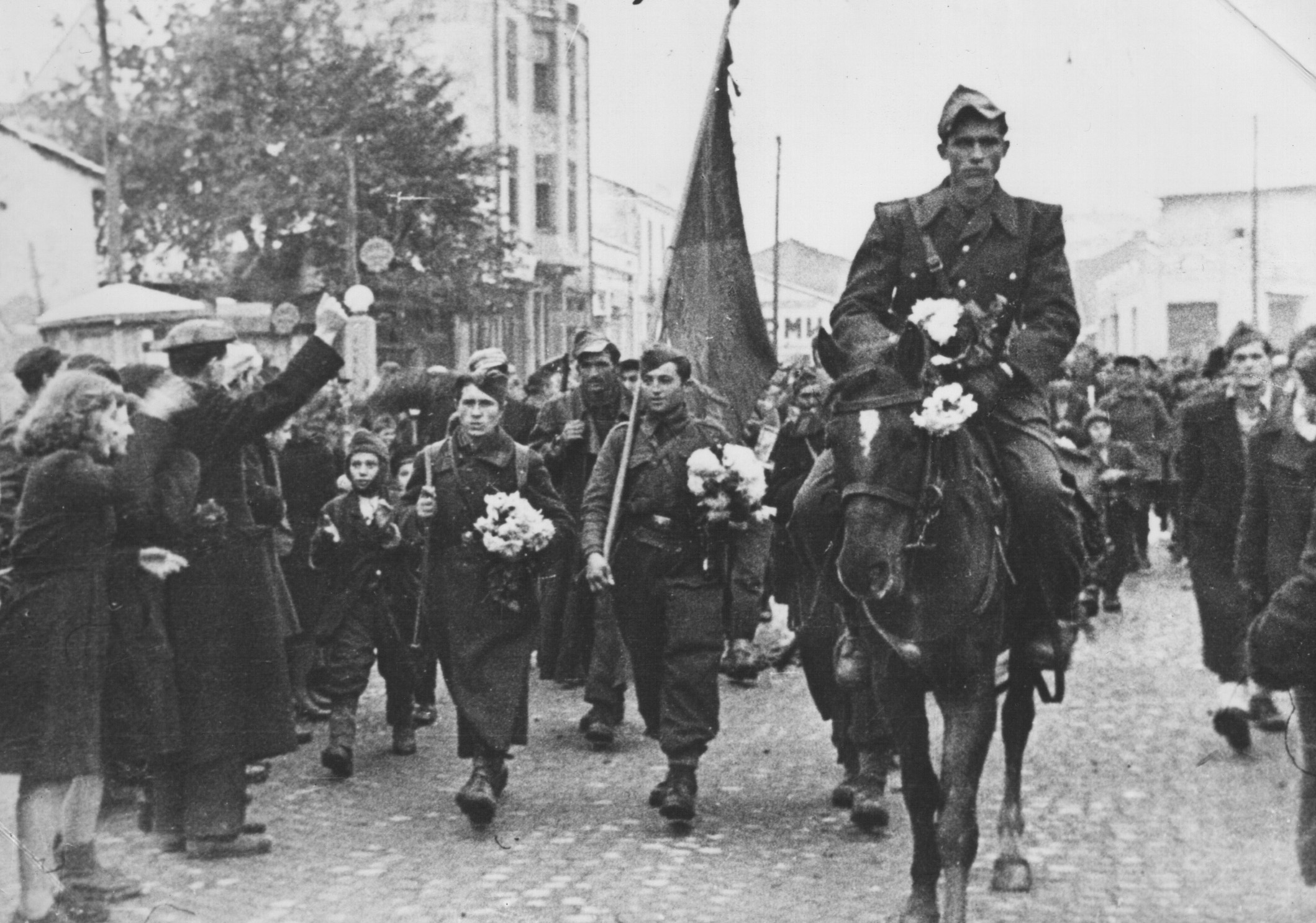
Entrada da 42ª Divisão Macedônia em Skopje em 14 de novembro.

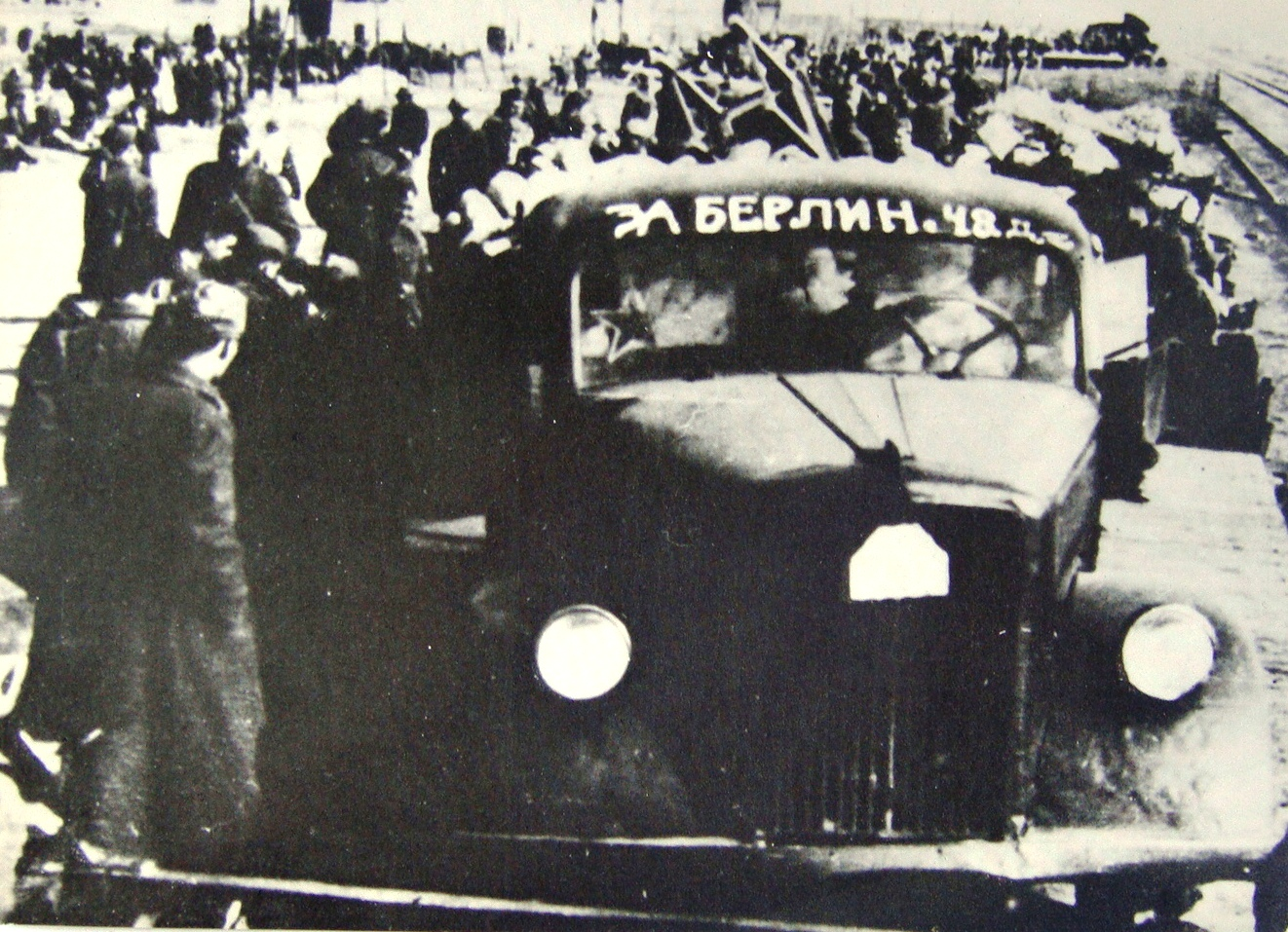
XV Corpo Macedônio a caminho da Frente Sírmia em janeiro de 1945.

Após a retirada alemã, forçada pela ofensiva soviético-búlgara na Sérvia, Macedônia do Norte e Kosovo no outono de 1944, o recrutamento aumentou significativamente. Em outubro de 1944, mais novas brigadas foram formadas. No final de outubro de 1944, em Vardar, Macedônia, havia 21 macedônios, um kosovar, um albanês e a 1ª brigada macedônia do Egeu (composta por 1.500 ex-membros armados da Frente de Libertação Nacional Eslavo-Macedônia (SNOF) que cruzaram a fronteira para Vardar, Macedônia, depois que o ELAS ordenou a dissolução de sua unidade). A 1ª Brigada de Cavalaria da Macedônia e a 1ª Brigada Automobilística da Macedônia foram formadas usando equipamentos, armas, veículos e cavalos capturados. De agosto até o início de novembro, foram formadas três Brigadas de Engenharia que começaram a reparar as estradas. As novas brigadas foram agrupadas em seis novas divisões, o que fez com que a força total do Exército de Libertação Popular da Macedônia fosse composta por três corpos compostos por sete divisões, consistindo de cerca de 66.000 guerrilheiros macedônios.  Em meados de novembro de 1944, os alemães foram completamente expulsos da Macedônia, e órgãos de "Autoridade Popular" foram estabelecidos. Após a libertação da Macedônia, o XV corpo macedônio foi enviado para a Frente Sírmia com um efetivo de 25.000 combatentes e oficiais, dos quais cerca de 1.674 morreram, 3.400 ficaram feridos e 378 desapareceram. 

## Consequências e legado

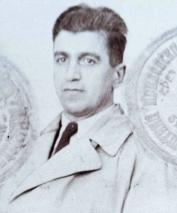
Shatorov foi o líder dos comunistas macedônios em 1941. Ele desapareceu em circunstâncias desconhecidas em setembro de 1944. Há indícios de que ele foi morto pelos agentes de Tito como um líder politicamente inconveniente.

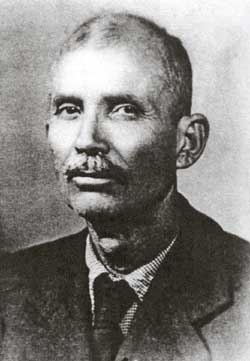
Panko Brashnarov, o primeiro orador da ASNOM. Ele foi preso em 1950 e encarcerado no campo de trabalho de Goli Otok, onde morreu no ano seguinte.

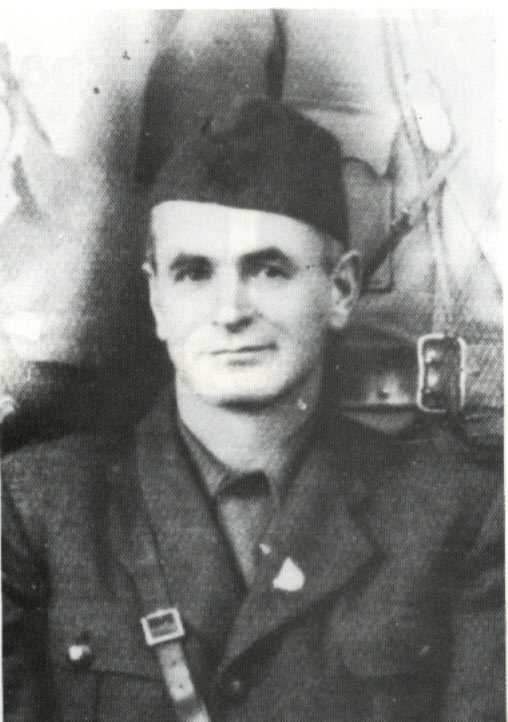
Metodija Andonov, o primeiro presidente da ASNOM e da República Popular da Macedônia. Após discordar da política da nova Iugoslávia, ele foi preso e condenado a doze anos de prisão.

A composição cronológica pelo número de membros do MNLA foi a seguinte: 
|           | Final de 1941 | Final de 1942 | Setembro de 1943 | Final de 1943 | Agosto de 1944 | Final de 1944 |
| --------- | ------------- | ------------- | ---------------- | ------------- | -------------- | ------------- |
| Macedônia | 1.000         | 2.000         | 10.000           | 7.000         | 8.000          | 66.000        |

O número total de vítimas na Macedónia na Segunda Guerra Mundial foi de aproximadamente 24.000, da seguinte forma: 7.000 judeus, 6.000 sérvios, 6.000 macedónios étnicos, 4.000 albaneses e 1.000 búlgaros.  Isso inclui cerca de 3.000 "colaboracionistas", "contrarrevolucionários" e vítimas civis, 7.000 judeus exterminados em campos de concentração e 14.000 combatentes e soldados da resistência. Segundo Bogoljub Kočović, o número relativo de perdas de guerra foi o mais baixo entre os macedónios, em comparação com os outros grupos étnicos da Iugoslávia: 
| Etnia         | Perda relativa |
| ------------- | -------------- |
| Judeus        | 77,9%          |
| Ciganos       | 31,4%          |
| Montenegrinos | 10,4%          |
| Sérvios       | 6,9%           |
| Muçulmanos    | 6,8%           |
| Croatas       | 5,4%           |
| Alemães       | 4,8%           |
| Eslovenos     | 2,5%           |
| Albaneses     | 1%             |
| Húngaros      | 1%             |
| Macedônios    | 0,9%           |

De acordo com um censo iugoslavo de 1966 sobre as vítimas da guerra, as vítimas étnicas macedónias foram 6.724.  Elas são resultado de diferentes razões, como segue:
| Morte | Vítimas                       |
| --- | ----------------------------- |
| Terror paramilitar, militar e policial. (Possivelmente aqui também se inclua parte das vítimas das repressões dos então comunistas) | 1.427 (aproximadamente 1.200) |
| Soldados que morreram de outubro de 1944 a maio de 1945. (A maioria deles na Frente Sírmia em 1945)                                 | 3.548 (aproximadamente 2.500) |
| Vítimas de ataques aéreos e bombardeios aliados                                                                                     | 811                           |
| Em internamentos | 87                            |
| Prisioneiros | 205                           |
| Em deportações | 70                            |
| Na Invasão da Iugoslávia | 266                           |
| Outros motivos | 49                            |
| Circunstâncias pouco claras | 67                            |
| Partisans mortos de outubro de 1941 a outubro de 1944. A maioria deles na zona albanesa.                                            | 81                            |
| Prisioneiros de guerra | 90                            |
| Trabalho forçado | 23                            |
| Total | 6.724                         |

Apesar do envolvimento significativo da Bulgária ao lado dos Aliados no final da guerra,        o país não foi considerado um país co-lutador na Conferência de Paz de Paris, em 1946  e foi ordenado a pagar à Iugoslávia reparações de guerra pela ocupação da Macedônia e do Sul da Sérvia.
Após a guerra, pela primeira vez na história, o povo macedônio conseguiu obter seu estado, nação e língua. Estes acontecimentos marcaram a derrota do nacionalismo búlgaro e a vitória do macedonismo na região. 

### Controvérsias

#### Repressões comunistas

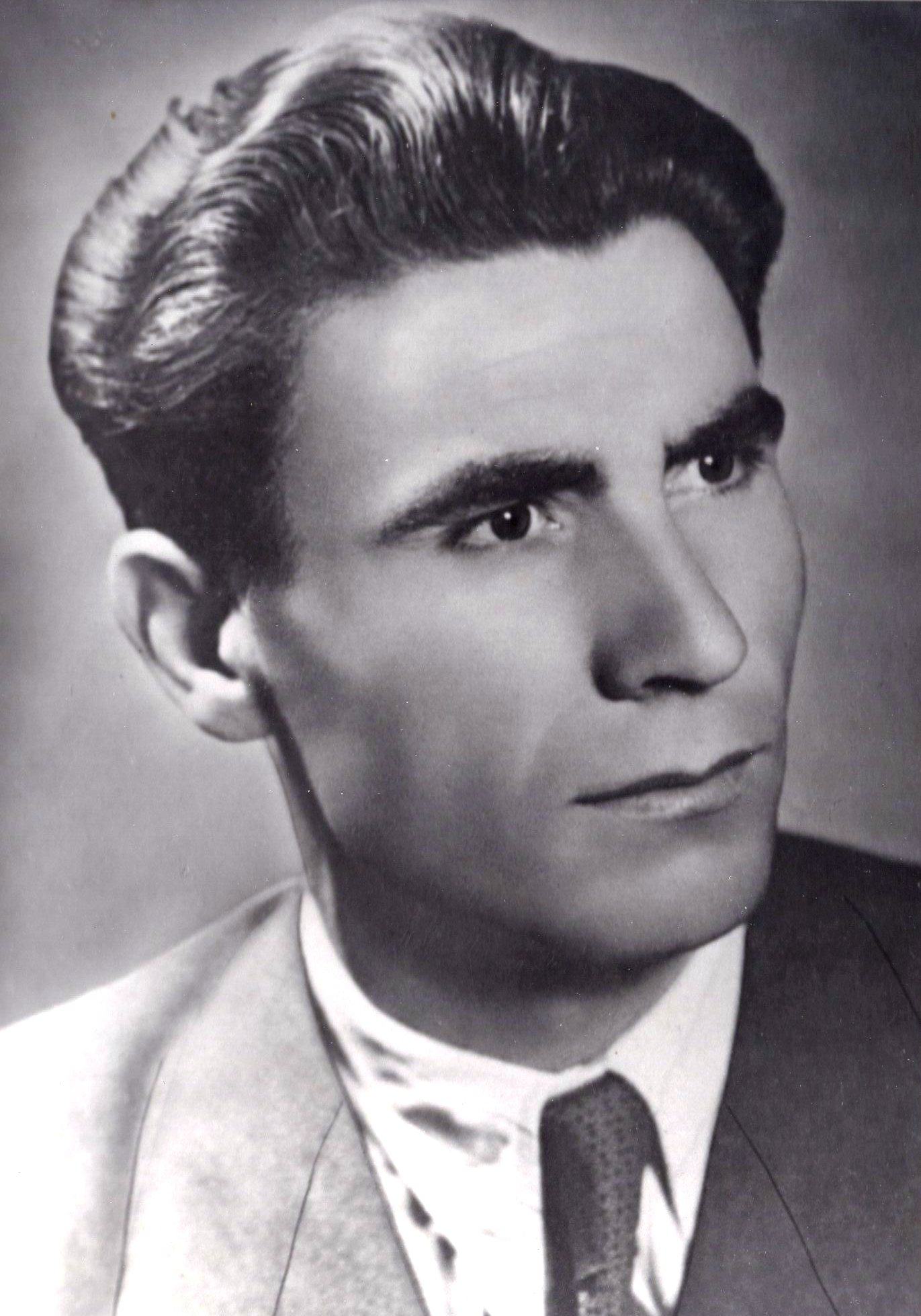
Lazar Koliševski tornou-se no final de 1944 o primeiro-ministro da República Socialista da Macedônia. Ele iniciou uma política implementando totalmente a linha pró-Iugoslávia e tomou medidas duras contra qualquer oposição.

Após a libertação, o Presidium da Assembleia Antifascista para a Libertação Popular da Macedônia (ASNOM), que era o órgão governante da Macedônia, fez várias declarações e ações que eram contraditórias às decisões do Conselho Antifascista para a Libertação Popular da Iugoslávia (AVNOJ), a autoridade executiva iugoslava. O Quartel-General de Tito enviou ordens solicitando que as forças do MNOV participassem dos combates na Frente Sírmia pela libertação final da Iugoslávia. O presidente Metodija Andonov-Čento e os seus associados debateram se deveriam enviar as tropas para Srem e ajudar a libertar a Jugoslávia ou se deveriam avançar as tropas sob o seu comando em direcção à Macedónia Grega, a fim de "unificar o povo macedónio" num único país.  Em 16 de dezembro, o pelotão de artilharia da Brigada Gotse Delchev estacionado na Fortaleza de Skopje e um dos seus pelotões de infantaria em Štip revoltaram-se contra a ordem de serem enviados para a frente da Sírmia.  Eles queriam dirigir-se a Salónica como presumível capital de uma imaginada Macedônia Independente.  Svetozar Vukmanovic acusou-os de terem caído sob influências búlgaras.  Depois de se recusarem a dispersar em ambos os locais, dezenas foram abatidos e muitos foram presos por sua ordem.  Andonov-Čento e os seus associados próximos tentavam minimizar os laços com a Jugoslávia tanto quanto possível, o que era contrário às decisões do AVNOJ.  Como resultado, Andonov-Čento foi substituído por Lazar Koliševski, que começou a implementar totalmente a linha pró-Iugoslávia. O próprio Čento foi posteriormente preso. As acusações forjadas contra ele eram de ser um espião ocidental, um traidor que trabalhava contra a República Socialista da Macedónia como parte da República Socialista Federativa da Iugoslávia, de estar em contato próximo com terroristas da IMRO, de apoiar um plano pró-búlgaro de uma Macedônia independente, etc.   
A nova liderança da República Popular da Macedônia, liderada por Lazar Kolishevski, confirmou as decisões do AVNOJ, e a Macedônia se juntou à Iugoslávia. A Bósnia e Herzegovina, a Croácia, a Macedónia, o Montenegro, a Sérvia e a Eslovénia acabaram por se tornar parte da República Socialista Federativa da Iugoslávia.   Os sentimentos nacionais macedônios já estavam maduros naquela época, em comparação a 1941. Posteriormente, para acabar com os sentimentos búlgaros restantes, as novas autoridades comunistas perseguiram os nacionalistas de direita com acusações de “chauvinismo grande-búlgaro”.  A próxima tarefa também era desmantelar todas as organizações que se opunham à ideia da Iugoslávia. Assim, mesmo os políticos de esquerda mais velhos, que tinham uma certa orientação pró-búlgara, foram expurgados dos seus cargos, depois isolados, presos e encarcerados sob acusações forjadas, como agentes estrangeiros, exigindo maior independência, formando grupos políticos conspiratórios e coisas do género.  Além disso, muitas pessoas foram ao campo de trabalho de Goli Otok em meados da década de 1940.  O número de vítimas é estimado entre 50.000 e 100.000, incluindo os mortos, presos, deportados, enviados para trabalhos forçados, torturados, etc.  

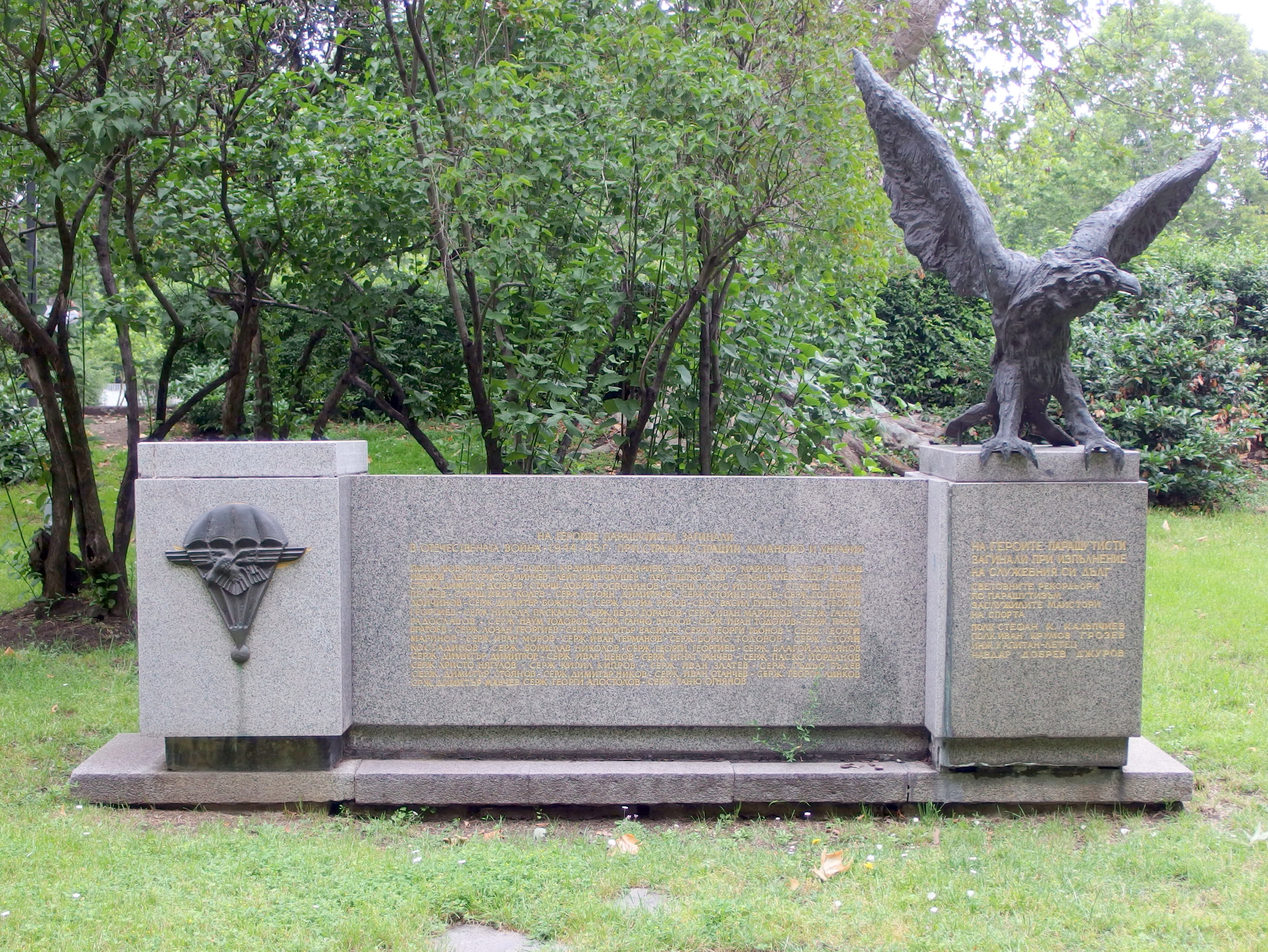
Monumento aos paraquedistas búlgaros mortos na Macedônia do Norte no outono de 1944 (Sófia). Fontes macedônias afirmam que os búlgaros não travaram nenhuma batalha séria naquela época. Fontes búlgaras insistem que entre 2.000 e 3.000 soldados morreram na Macedônia do Norte naquela época.

#### Manipulação de eventos históricos
Com a sua invasão em 1941, os búlgaros foram recebidos pela maioria dos habitantes locais como libertadores do domínio sérvio, através do acenar de bandeiras búlgaras,  porque os sentimentos pró-búlgaros entre eles ainda prevaleciam.  Os comunistas macedônios também se recusaram a definir os búlgaros como ocupantes e incorporaram suas estruturas ao BCP. Ao mesmo tempo, uma parte considerável da administração local, os soldados recrutados no exército búlgaro e os polícias estacionados em Vardar, na Macedónia, eram nativos da área.   Mesmo a única vítima do ataque de 11 de Outubro de 1941, celebrado hoje como o dia da Revolta da Macedónia contra o fascismo, foi um homem local recrutado pela polícia búlgara.  Os historiadores macedónios jugoslavos acusaram as forças búlgaras de várias atrocidades, a mais proeminente das quais é o massacre de 12 jovens civis na aldeia de Vataša, mas o oficial que comandou a operação era também um membro da equipa local.   No entanto, após a guerra, a historiografia comunista iugoslava fez muito para equiparar o termo búlgaros a “ocupantes fascistas”.  Hoje existem algumas opiniões revisionistas na Macedónia do Norte, este conflito foi meramente uma guerra civil,  e o significativo movimento de resistência contra os búlgaros é apenas um mito histórico.  O número de guerrilheiros étnicos macedônios mortos entre outubro de 1941 e outubro de 1944 em batalhas diretas contra búlgaros é de apenas algumas dezenas. Um caso que ainda é um tema tabu na Macedônia do Norte é indicativo da atitude dos moradores locais em relação aos búlgaros. Em outubro de 1944, 25 soldados búlgaros capturados pelos alemães conseguiram escapar e se esconderam na cidade de Ohrid. Apesar das ameaças de que a cidade seria alvo de fogo de artilharia dos alemães, os soldados não foram entregues pelos cidadãos. Posteriormente, os alemães impuseram uma condição de resgate de 12kg de ouro. Para isso, até uma cruz de ouro foi removida do telhado de uma igreja local. Fortemente impressionados com esse ato, os alemães se recusaram a pegar o ouro e a procurar os fugitivos, deixando a cidade. Assim os soldados foram salvos. 
Por outro lado, a glorificação do movimento partidário iugoslavo tornou-se um dos principais componentes da propaganda política comunista do pós-guerra. Apesar disso, antes do outono de 1944, os guerrilheiros macedônios não eram uma força militar significativa. Suas atividades não diferiam das tradições tipicamente balcânicas do " hajduk ", como emboscadas e falta de planejamento militar. Eles estavam mal equipados e não tinham um bom treinamento. Os guerrilheiros receberam mais armas após o golpe de estado de 9 de setembro de 1944, quando os búlgaros se retiraram da área e parte de seu equipamento militar caiu nas mãos dos guerrilheiros. Simultaneamente, eles contaram apenas cerca de. 8.000 homens, baseados predominantemente em território albanês. Ficou claro no outono de 1944 que o exército búlgaro que apoiava a Ofensiva de Belgrado da 3ª Frente Ucraniana era a verdadeira força por trás do Grupo de Exércitos Alemão E, contando com aproximadamente. 300.000 soldados, do sul da Sérvia, Kosovo e Macedônia. No entanto, a historiografia oficial iugoslava e, mais tarde, macedônia, minimizou seu papel por motivos políticos, na verdade, ao custo de enganos históricos.

Encontro de soldados búlgaros e guerrilheiros macedônios em Prilep, no golpe de estado de 9 de setembro. O comandante da guarnição, Colonel Dimitar Mladenov, recusou-se a retirar-se e permaneceu na cidade com os guerrilheiros, conseguindo mantê-la durante 12 dias, bloqueando a movimentação das tropas alemãs.

Por exemplo, de acordo com fontes macedônias, os búlgaros não participaram das operações de captura de Skopje em meados de novembro de 1944, mesmo como observadores. Depois que a cidade foi tomada pelos guerrilheiros, eles nem sequer foram autorizados a entrar. No entanto, a cidade foi tomada não sem o papel decisivo das tropas búlgaras.   Segundo o historiador militar alemão Karl Hnilicka, os búlgaros desenvolveram seu avanço em direção a Skopje em uma ofensiva em larga escala, o que deu origem ao perigo de o Grupo de Exércitos E ser isolado. A situação era desesperada e a cidade foi evacuada com urgência na noite de 13/14 de novembro.  Como resultado, em 13 e 14 de novembro, partes do Primeiro e Quarto Exércitos Búlgaros entraram em Escópia.     De acordo com o comissário britânico na Comissão Aliada em Sófia — general Walter Oxley,  Skopje foi tomada após vários ataques búlgaros, enquanto os guerrilheiros esperavam nas colinas ao redor, mas eles avançaram a tempo de apoiar a entrada búlgara na cidade. 
Posteriormente, muitos monumentos e memoriais partisans foram construídos na República Socialista da Macedônia. Enquanto isso, ca. 3.000 vítimas búlgaras enterradas em diferentes cemitérios na Iugoslávia foram coletadas em dois ossários – em Nis e em Vukovar. O restante dos cemitérios militares, incluindo todos os da Macedônia do Norte, foram destruídos. Algumas das vítimas búlgaras foram devolvidas e enterradas na Bulgária.  No total, 3.422 soldados búlgaros foram mortos e 2.136 estavam desaparecidos no outono de 1944 no sul da Sérvia, na Macedônia do Norte e no Kosovo.

#### Referências modernas

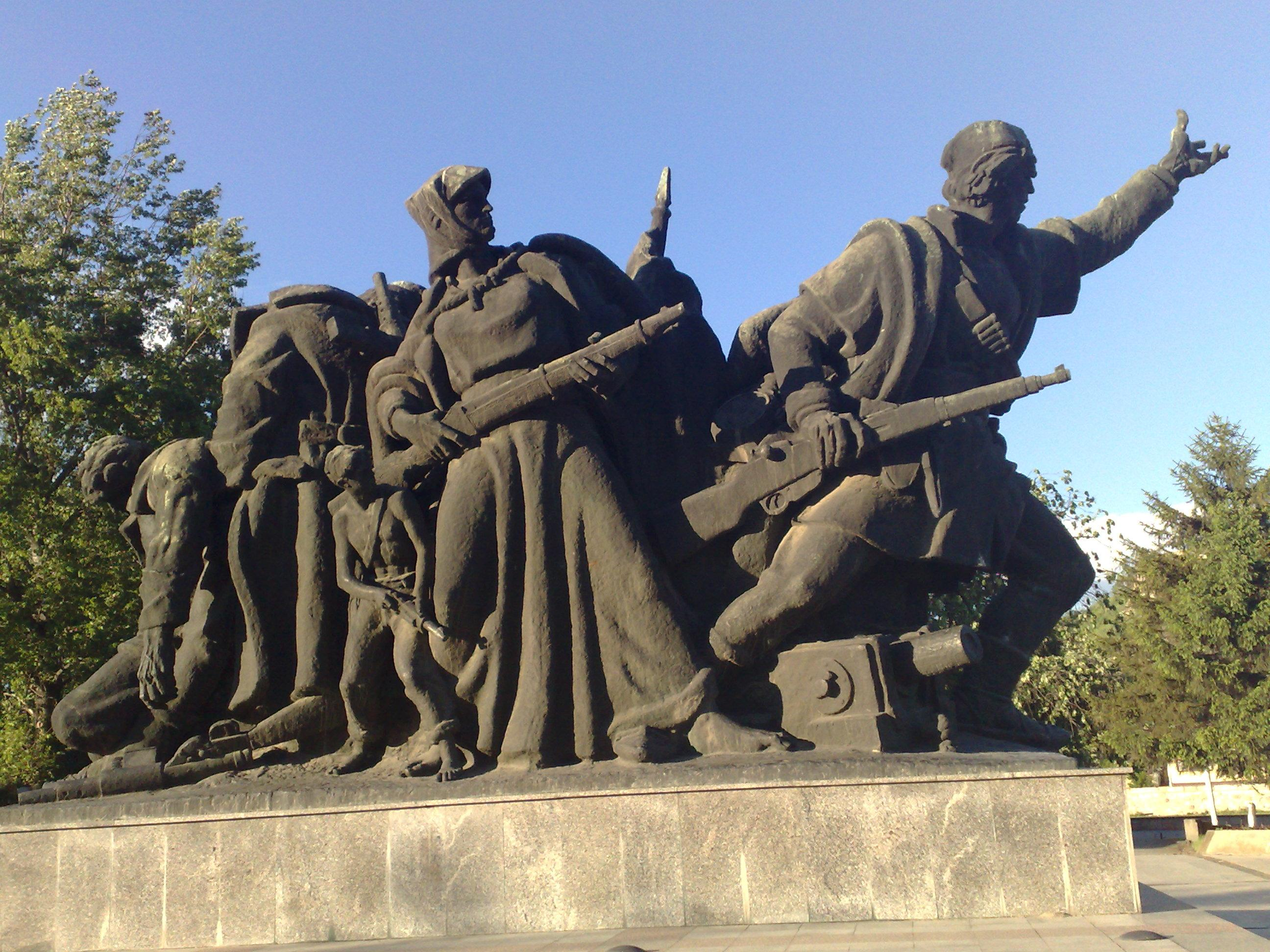
Monumento aos Libertadores de Escópia, de Ivan Mirkovic, 1955. A escultura retrata um grupo de guerrilheiros comunistas. Toda a composição foi influenciada pelos princípios do realismo socialista, que lembram o respectivo estilo de arte de propaganda soviética.